# Palais des ducs de Lorraine - Musée lorrain
Le palais des ducs de Lorraine – Musée lorrain est créé à Nancy en 1850 à l’initiative de la Société d’archéologie lorraine (aujourd’hui Société d’histoire de la Lorraine et du Musée lorrain) et installé dans un ensemble de trois sites classés au titre des monuments historiques. Il comprend le palais ducal et son jardin, l’ensemble des Cordeliers (église et couvent), et le palais du gouvernement.
Ses collections regroupent plus de 155 000 œuvres aux typologies très diverses illustrant l’histoire et le patrimoine de la Lorraine depuis la Préhistoire jusqu’à l’époque contemporaine. Avec le musée de l'École de Nancy et le musée des Beaux-Arts, il constitue l’un des trois musées municipaux, réunis dans un département commun depuis 2017. Engagé dans un important projet de rénovation, le palais ducal a fermé ses portes au public en 2018, l’église des Cordeliers restant ouverte à la visite. La réouverture progressive des espaces muséaux est prévue à partir de 2029.

## Site patrimonial

### Palais ducal
Situé dans la Vieille Ville de Nancy, le palais ducal doit sa forme actuelle aux travaux menés à partir de la fin du XIVe siècle, à la suite de la victoire du duc René II de Lorraine à la bataille de Nancy.

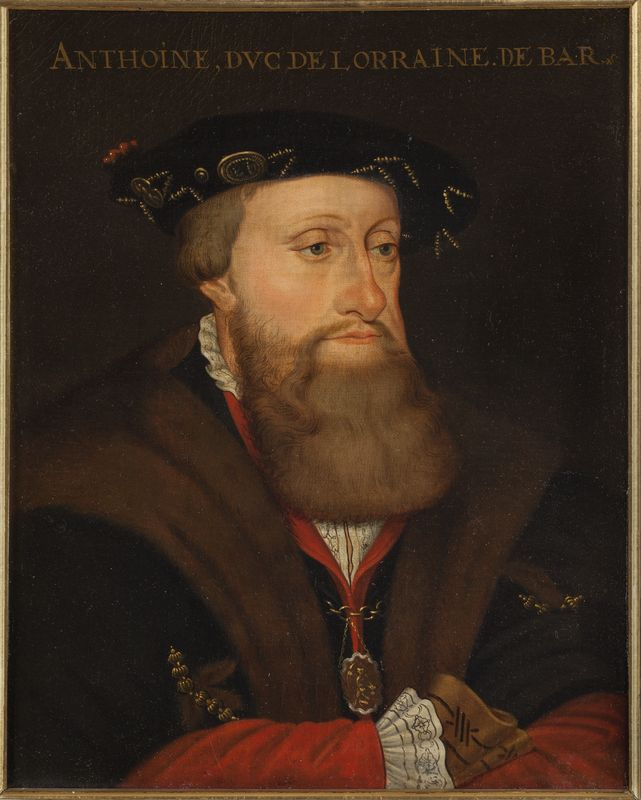
Antoine, duc de Lorraine et de Bar (1508-1544). Copie d'après Hugues de la Faye. Palais des ducs de Lorraine - Musée lorrain.

Le duc Antoine Ier de Lorraine, fils de René II, poursuit la construction du palais en faisant notamment édifier la partie méridionale, toujours visible aujourd’hui en bordure de la Grande rue. Elle comprend la galerie des Cerfs, galerie d’apparat du palais, et la porterie. Celle-ci, encore gothique dans son architecture, est l’un des premiers témoins de l’art de la Renaissance dans l’Est de la France par le vocabulaire décoratif qui s’y développe. On doit enfin au duc Antoine deux escaliers remarquables qui permettent d’accéder aux étages supérieurs du palais. Dans la tour de l’Horloge, un escalier à vis caractéristique de l’architecture palatiale du début du XVIe siècle mène jusqu’à la galerie des Cerfs. Dans l’angle sud-est, un escalier monumental surnommé « le Grand Rond » permet d’accéder aux appartements ducaux.

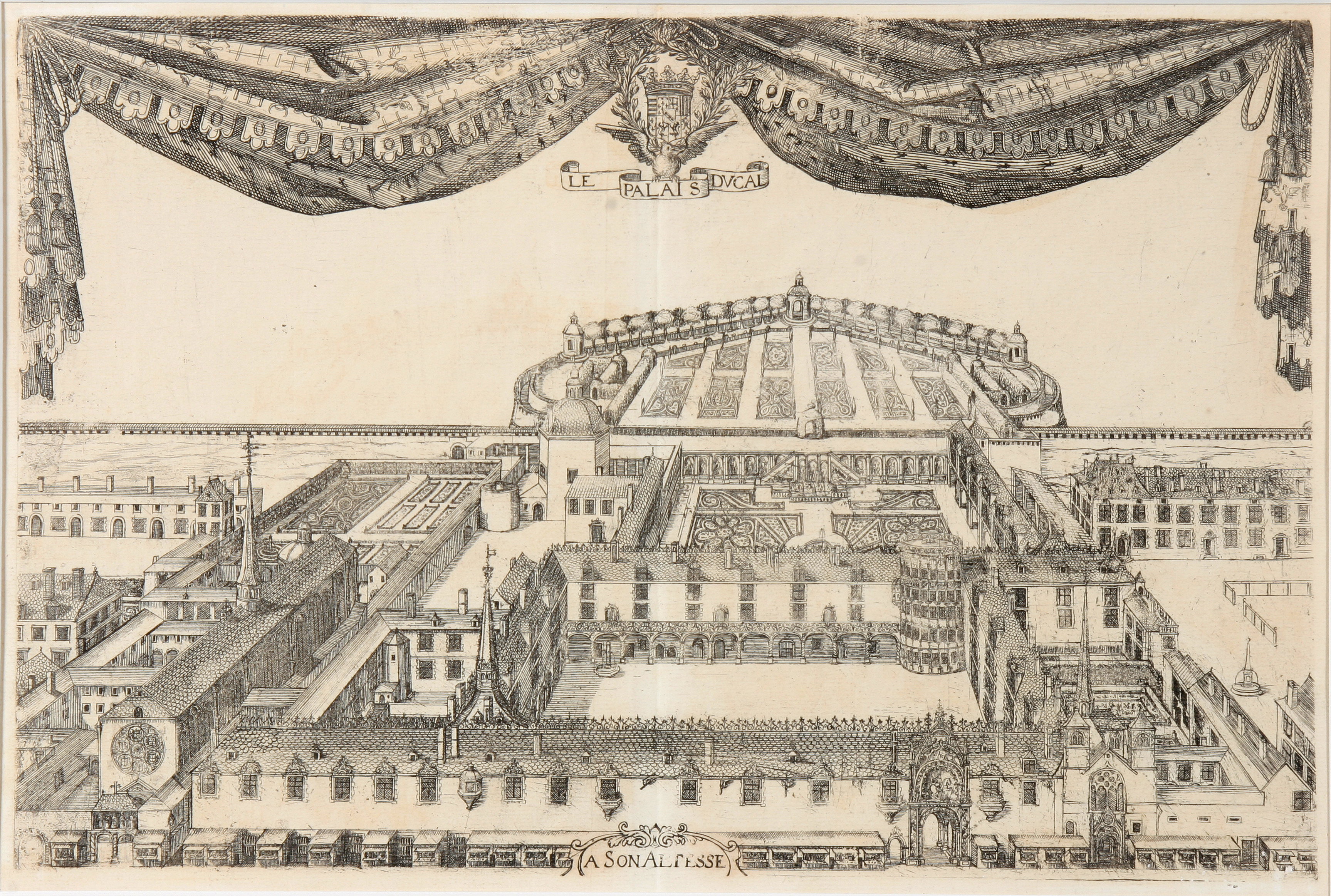
Le Palais ducal, gravure de Claude Déruet, 1640. Palais des ducs de Lorraine - Musée lorrain.

Le début du XVIIe siècle marque l’apogée du palais ducal, alors constitué de quatre ailes et encadré par la collégiale Saint-Georges au sud et par l’église et le couvent des Cordeliers au nord.

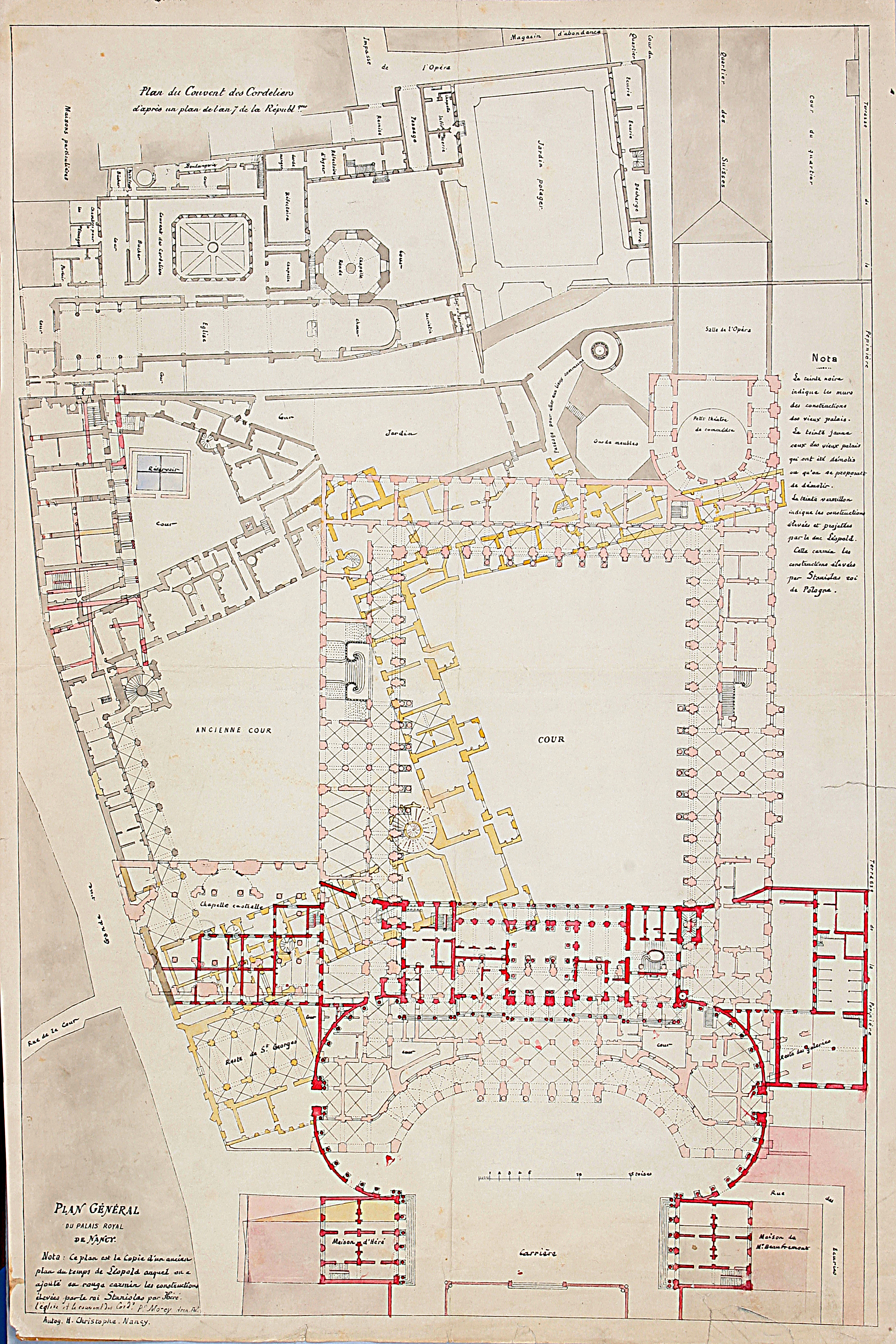
Plan général du Palais royal de Nancy, sur lequel figure l'évolution des bâtiments entre le XVe siècle (en gris) et le milieu du XVIIIe siècle (Stanislas, en rouge vermillon) ; en passant par le début du XVIIIe siècle et le projet du nouveau palais du duc Léopold (en rose clair) et les destructions qu'il a impliquées (en jaune).

À la fin du XVIIe siècle et après les occupations successives de la Lorraine par les rois de France Louis XIII et Louis XIV, le duc Léopold de Lorraine reprend possession du palais. Il charge l’architecte Germain Boffrand de créer un nouveau palais plus moderne. Surnommé « le Louvre de Boffrand », le projet entraîne la démolition des ailes est et sud du palais ainsi que d’une partie de la collégiale Saint-Georges.
Mais en 1702, alors que Louis XIV occupe Nancy dans le contexte de la guerre de Succession d'Espagne, Léopold quitte sa capitale en laissant le palais inachevé et s’installe au château de Lunéville qui devient la résidence officielle des derniers ducs de Lorraine.
En 1739, le dernier duc de Lorraine, Stanislas Leszczynski, ancien roi de Pologne, fait don des bâtiments du palais à la Ville de Nancy. Les vestiges du « Louvre de Boffrand » sont détruits afin d’édifier le palais de la Nouvelle Intendance (actuel palais du Gouvernement) destiné à héberger l’intendant du roi de France Antoine-Martin Chaumont de la Galaizière.
Progressivement, le palais devient la résidence d’officiers de cavalerie ; cette fonction militaire explique que l’ancienne résidence ducale soit en grande partie épargnée durant la Révolution. Toutefois, la statue équestre du duc Antoine placée au-dessus de la porterie ainsi que le blason ducal sont détruits par les révolutionnaires. Ces éléments d’origine sont restitués en 1851 par le sculpteur Giorné Viard, dans une pierre légèrement ocre.
Entre 2005 et 2012, l’aile donnant sur la Grande rue, unique vestige du palais du duc Antoine, bénéficie d’une restauration de ses façades et de sa toiture.

### Église et couvent des Cordeliers

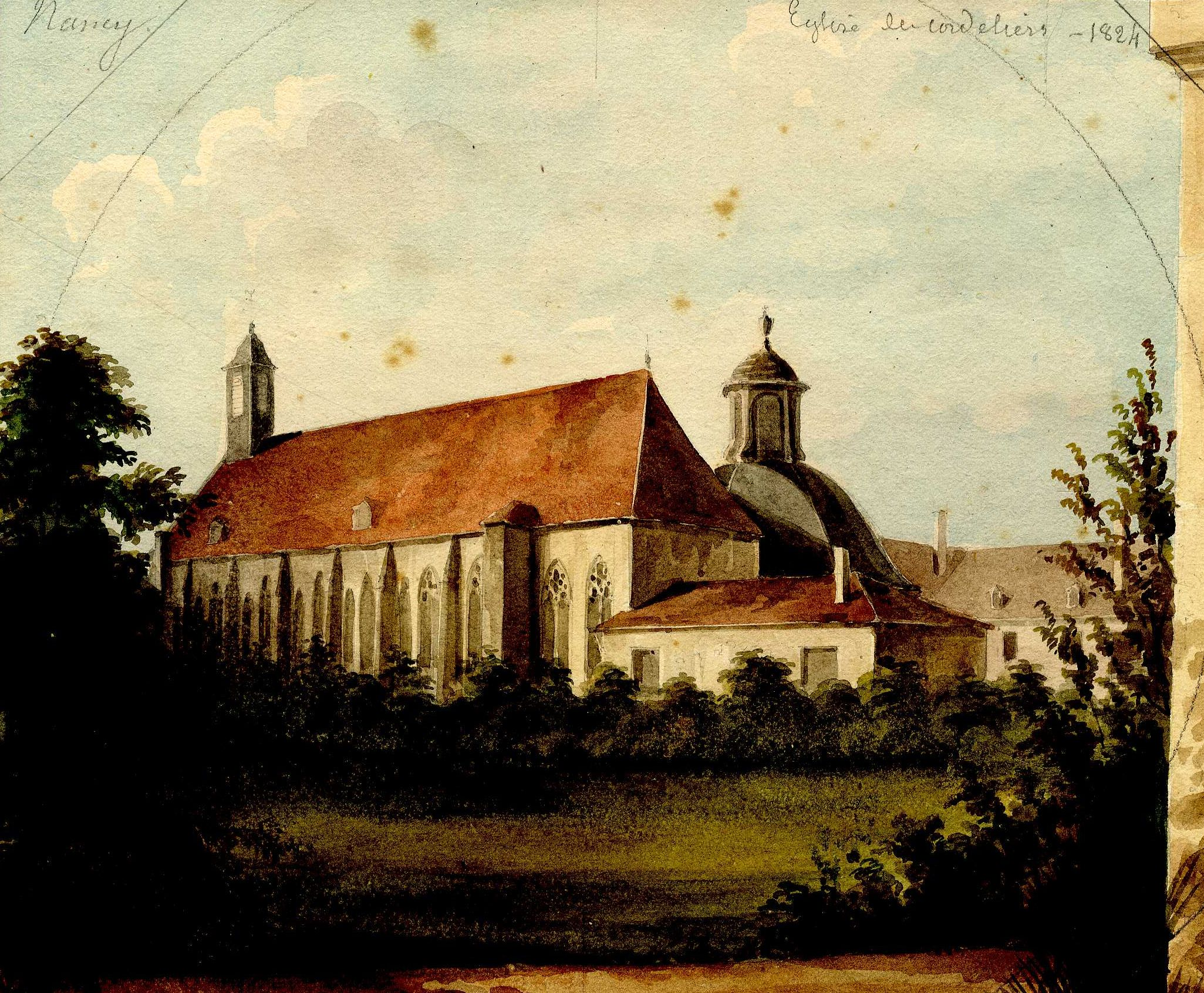
L'église des Cordeliers, Charles-François Chatelain, 1824, palais des ducs de Lorraine - Musée lorrain.

L’église et le couvent des Cordeliers, situés au nord du palais ducal et de l’autre côté de la rue Jacquot, font partie du palais des ducs de Lorraine – Musée lorrain.
Leur édification remonte à la fin du XVe siècle, après la victoire du duc René II de Lorraine lors de la bataille de Nancy contre son rival le duc de Bourgogne Charles le Téméraire. Pour remercier la Vierge de l’Annonciation d’avoir protégé ses troupes durant le siège de Nancy et permis sa victoire, René II ordonne la construction d’une église et d’un couvent qu’il confie aux Frères mineurs ou Cordeliers, branche cadette de l’ordre franciscain. L’église des Cordeliers est consacrée dès 1487. Toujours affectée au culte et dépendant de la paroisse Saint-Epvre de Nancy, elle est l’un des rares exemples français de monument religieux toujours consacré au sein d’un complexe muséal.
L’église et le couvent des Cordeliers sont agrandis et rénovés plusieurs fois après le règne de René II, notamment par son fils le duc Antoine. À la fin du XVIe siècle, le duc Charles III y fait faire de nombreux travaux de réfection et lance la construction de la chapelle ducale peu avant sa mort en 1608. Son fils Henri II de Lorraine poursuit la construction de l’édifice octogonal, dont la coupole à caissons n’est achevée que sous le règne de son petit-fils Charles IV. Enfin, François III, dernier duc de la Maison de Lorraine devenu empereur du Saint-Empire romain germanique en 1745, fait restaurer la chapelle et parachever son ornementation entre 1742 et 1757.
Durant la Révolution, l’église des Cordeliers est la cible de destructions et pillages. Le caveau ducal situé sous la chapelle est profané, les dépouilles sont transférées dans une fosse commune du cimetière voisin de Boudonville. La chapelle et l’église, très endommagées, sont restaurées une première fois dans les années 1820 avant d’être inscrites sur la toute première liste des monuments historiques en 1840.
Au seuil de la chapelle, une dalle de bois scelle l'entrée du caveau abritant les sépultures des princes et princesses de Lorraine. Chaque troisième dimanche du mois d'octobre, une messe est célébrée en l'église des Cordeliers à la mémoire des ducs de Lorraine, souvent en présence de membres de la famille de Habsbourg-Lorraine. À l'entrée de la chapelle, une plaque de marbre rappelle les visites de certains de ses membres : Marie-Antoinette d'Autriche, fille du dernier duc de la Maison de Lorraine François III ou encore son frère, l'empereur Joseph II ; au XIXe siècle, les empereurs François II et François-Joseph. Sont mentionnées également sur la plaque les passages des souverains de France Charles X, Louis-Philippe ainsi que celui de l'impératrice Eugénie.
En 1937, à l’occasion d’un accord entre la ville de Nancy, le service des monuments historiques et l’évêque de Nancy, l’église, restaurée et enrichie de sculptures funéraires provenant d’établissements religieux de la région, devient un prolongement naturel du Musée lorrain voisin. Quant au couvent des Cordeliers qui abrite successivement diverses écoles à partir du XIXe siècle, il est investi en 1981 pour la création de la section des Arts et Traditions populaires du Musée lorrain.

### Palais du Gouvernement

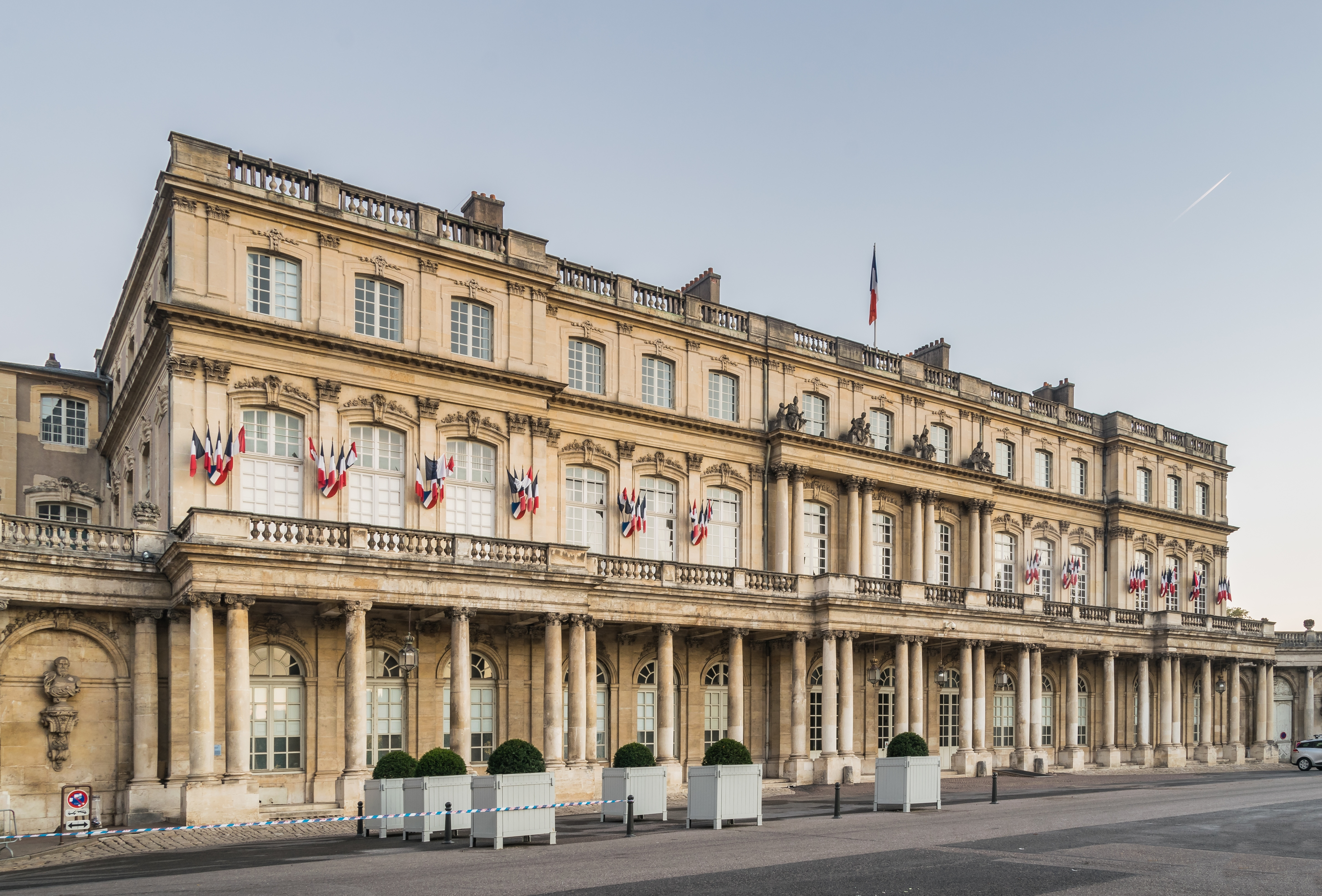
Palais du Gouvernement, Nancy.

Après la destruction en 1745 du Louvre inachevé de Boffrand sur ordre du duc Stanislas Leszczynski, celui-ci décide d’édifier à l’emplacement libéré un nouveau palais pour l’intendant Antoine Martin Chaumont de La Galaizière, détenteur des pouvoirs de justice, de police et de finance.
L’architecte Emmanuel Héré réalise les plans de cette Nouvelle Intendance dans la perspective de la place de la Carrière, en miroir du nouvel hôtel de ville. La construction est confiée à Richard Mique, et le palais est inauguré en 1755.
Après la mort de Stanislas en 1766, l’Intendance devient palais du gouvernement et accueille successivement militaires et préfets avant que l’Armée ne quitte définitivement les lieux en 2010. Le palais du gouvernement est alors intégré au sein du palais des ducs de Lorraine – Musée lorrain.

## Histoire du palais des ducs de Lorraine – Musée lorrain

### Origines du musée
Dès 1829, comme dans chaque département français, une commission d’antiquités est instituée par le préfet de la Meurthe. Ses membres rassemblent un certain nombre d’objets trouvés dans les ruines gallo-romaines du département et réclament d’une même voix la mise à disposition d’une partie du palais ducal pour y installer le musée qu’ils se proposent de fonder. Leur demande reste cependant sans suite.
En 1840, l’ancien palais ducal est inscrit sur la première liste des monuments historiques, et, en 1842, la Société des monuments français souligne à l’initiative de Prosper Guerrier de Dumast « l’importance de la restauration du Palais ducal et de la convenance de le transformer en un musée historique lorrain ». Le texte fait de la création du musée un enjeu national, en soulignant que l’installation de ce musée permettrait d’intégrer l’histoire lorraine dans celle de la nation française : « La fondation d’un musée lorrain placé dans le palais de Lorraine, au centre dynastique même de l’une des provinces les plus caractérisées qui se soit fondue dans la France, et qui lui ait apporté le tribut de sa vieille énergie […], une telle conception, réalisée, est digne du gouvernement du monarque qui a créé le musée de Versailles ». Cependant, cette demande faite au niveau national reste une fois encore un vœu pieux.

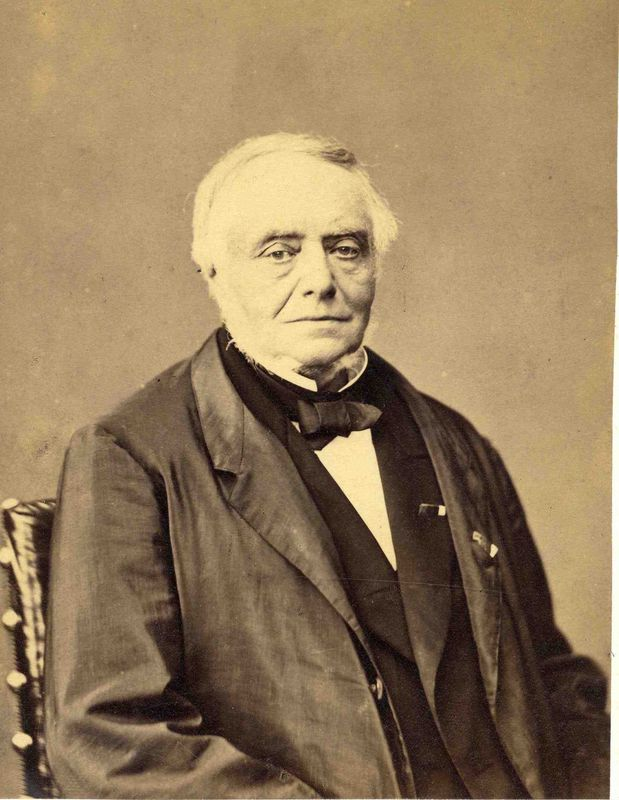
Prosper Guerrier de Dumast (1796-1883).

Ces échecs successifs dus au manque d’intérêt des autorités pour le projet encouragent un groupe de Lorrains à constituer la Société d’archéologie lorraine en septembre 1848. Celle-ci se donne pour but principal de « fonder un musée lorrain où seront réunies les antiquités découvertes en Lorraine et les œuvres des hommes célèbres qui l’ont illustrée. » Parmi les membres du bureau, on compte notamment Prosper Guerrier de Dumast, l’architecte Charles-François Chatelain, et l’archiviste Henri Lepage.
Poussé par le ministre de l’Instruction publique Alfred de Falloux, le préfet de la Meurthe décide finalement de la constitution du comité du Musée historique lorrain, « grande commission permanente […] chargée de préparer, par tous les moyens, la naissance de cet établissement et d’en conserver la direction ». Ce comité est élu par la Société d'archéologie lorraine et son président et vice-président sont les mêmes que ceux de la Société. Parallèlement, la commission des monuments historiques confie en mars 1850 à l’architecte Émile Boeswillwald la tâche d’élaborer un projet de restauration du palais ducal.
Néanmoins, l’espoir d’une concrétisation du musée fait face à un obstacle de taille : la mise à disposition du palais par ses occupants. Alors très dégradé, il fait simultanément office d’écuries dans sa galerie du jardin, de grenier à fourrage dans celle des Cerfs, de latrines pour les bureaux de la préfecture derrière la porterie, ou encore de lieu de stockage des pompes à incendie municipales. Après l’accord donné par le maire de Nancy, le Conseil général de la Meurthe cède enfin en août 1850 les locaux — sous réserve que la transition n’entraîne aucune dépense pour le département. C’est l’argent d’une souscription qui va permettre au comité du Musée historique lorrain de financer le déplacement des latrines et les travaux essentiels pour la mise en service d’un embryon de musée.

### Débuts du musée (1851-1871)

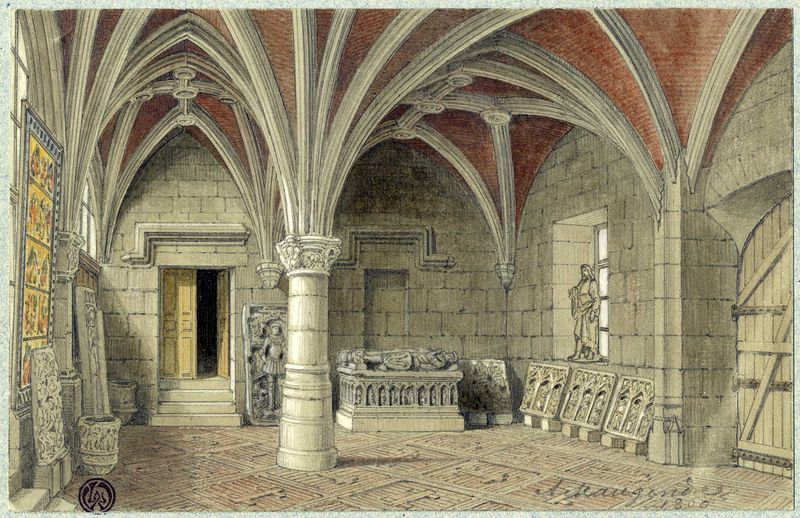
Les débuts du Musée historique lorrain, dessin d'Adolphe Maugendre, 1860, palais des ducs de Lorraine - Musée lorrain.

En 1851, le Musée historique lorrain ouvre au public dans une petite partie du vestibule du palais au niveau de la porterie. Daté de 1851, le premier catalogue recense 199 pièces.
En 1852, Émile Boeswillwald fournit aux autorités son projet de restauration du vieux palais. Il y fait un relevé détaillé de l’état du bâtiment, fortement dégradé durant le XVIIIe siècle et au début du XIXe siècle. S’appuyant sur un projet rigoureux et sourcé, Boeswillwald se propose de restituer l’édifice dans son état supposé originel.
Le département ne lui accordant aucun financement, la Société d’archéologie lorraine n’aménage pas le musée au-delà de la seule moitié du rez-de-chaussée. Une souscription publique lancée en 1856 permet de récolter 15 055 francs, que complète une subvention départementale de 9 000 francs. Ces fonds permettent le transfert des écuries du rez-de-chaussée et du grenier à fourrage dans le bâtiment de fond de cour nord, construit à cette fin en 1857.
En 1859, une première subvention du Conseil municipal permet le lancement de travaux visant à pallier le délabrement de la charpente. La ténacité du comité du Musée historique lorrain et l’appui de personnalités comme le maréchal Canrobert débouchent la même année sur l’obtention de subventions annuelles, prises sur le budget de la commission des monuments historiques.

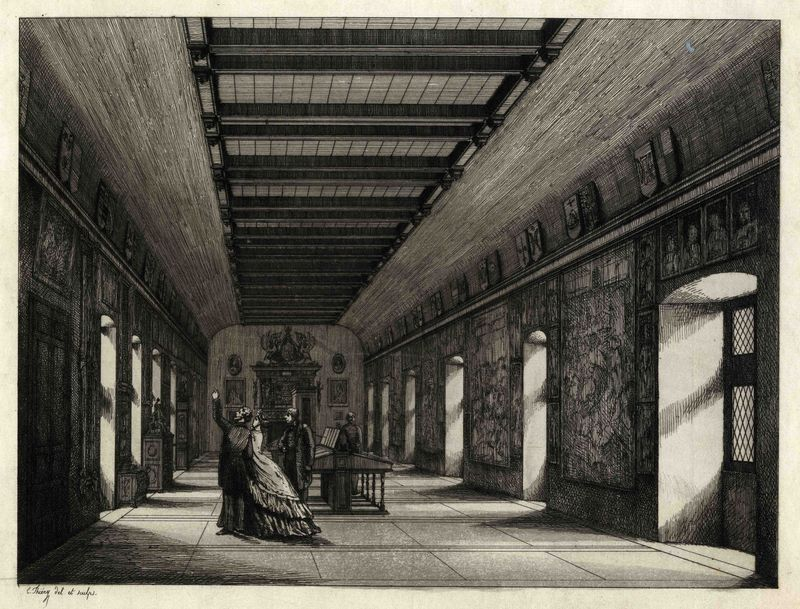
La galerie des Cerfs avant 1871, gravure de Claude-Emile Thiéry, palais des ducs de Lorraine - Musée lorrain.

Sous la direction de Boeswillwald, les travaux de restauration commencent véritablement, toutefois ralentis par le versement au compte-gouttes des subventions. Le 20 mai 1862, la galerie des Cerfs est inaugurée. Charles Cournault, le premier conservateur du musée, y a installé les peintures, tentures et objets d’art. Le rez-de-chaussée abrite les sculptures et les antiquités. La première campagne de réfection a certes permis l’ouverture de ces espaces au public, mais toutes les restaurations prévues n’ont pas encore été réalisées. En 1868, Boeswillwald écrit : « Je voudrais obtenir encore de l’administration un effort qui nous permettrait de terminer la restauration de la façade sur la rue, et le rétablissement des gargouilles, ne serait-ce que pour rendre au monument la silhouette complète de la pierre. La ville ne faisant RIEN, je n’espère pas obtenir davantage. » Le comité du Musée lorrain ambitionne de nouveaux travaux dont il fait part au bureau des monuments historiques. Il est ainsi question de la construction d’un mur entre les écuries du palais du gouvernement et le palais ducal pour prévenir tout risque d’incendie, ainsi que du rétablissement de la flèche couronnant l’escalier de la tour de l’Horloge – opération qui avait été ajournée par Boeswillwald dans son projet au vu des restrictions financières. Malgré ces obstacles, le catalogue du musée recense déjà 1 415 œuvres en 1869.

### Incendie de 1871 et restaurations consécutives

#### Déroulements et conséquences
Dans la nuit du 16 juillet 1871, alors que la ville est occupée par les Prussiens, un incendie se déclenche au sein du bâtiment de la gendarmerie, dans la partie voisine de l'église des Cordeliers. Le feu gagne rapidement l’aile ancienne toute nouvellement restaurée, et ravage la galerie des Cerfs, le plafond de bois et la toiture du palais. L’architecte Cuny, témoin de l’incendie, rapporte que l’on voit « dans un nuage rouge un vrai feu de Bengale gigantesque dans toute la rue Ville-Vieille ». Cuny amorce seul une opération de sauvetage des œuvres et commence à décrocher les tapisseries. Il est rejoint par un très petit nombre de personnes dont l’action permet entre autres de sauver des flammes « les Cyfflé, les armes, des tableaux, des « Bagard » » avant que la puissance du feu ne rende impossible toute intervention. Cuny s’étonne par ailleurs du faible nombre de volontaires au vu de la foule de badauds qui assiste à l’incendie.

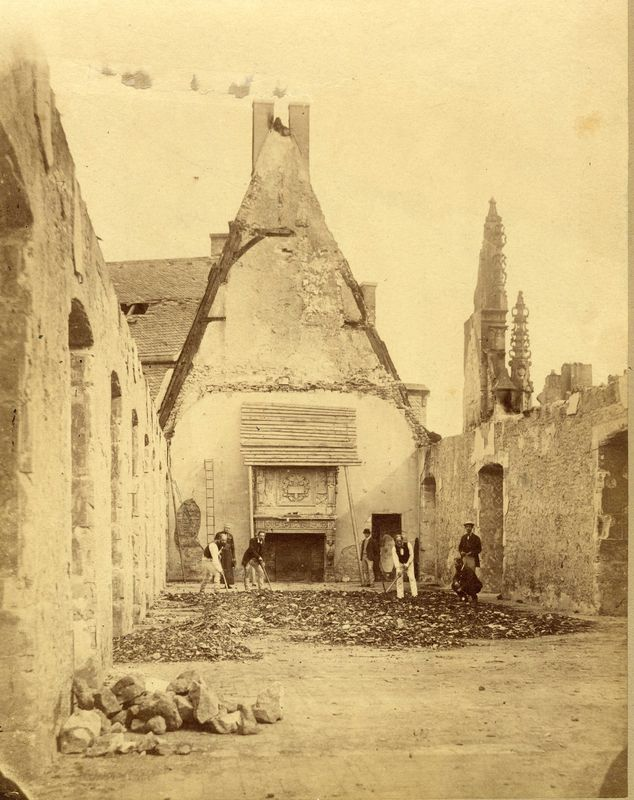
La galerie des Cerfs après l'incendie, 1871.
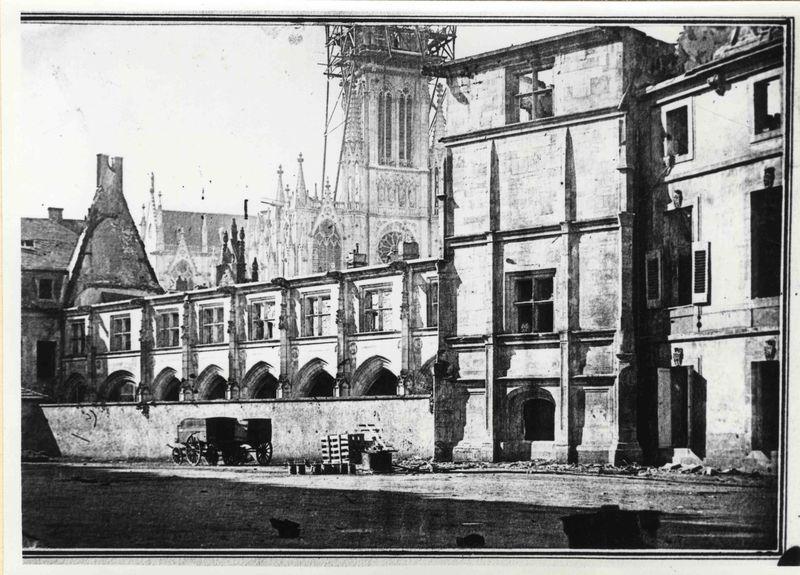
Le palais ducal après l'incendie, 1871.
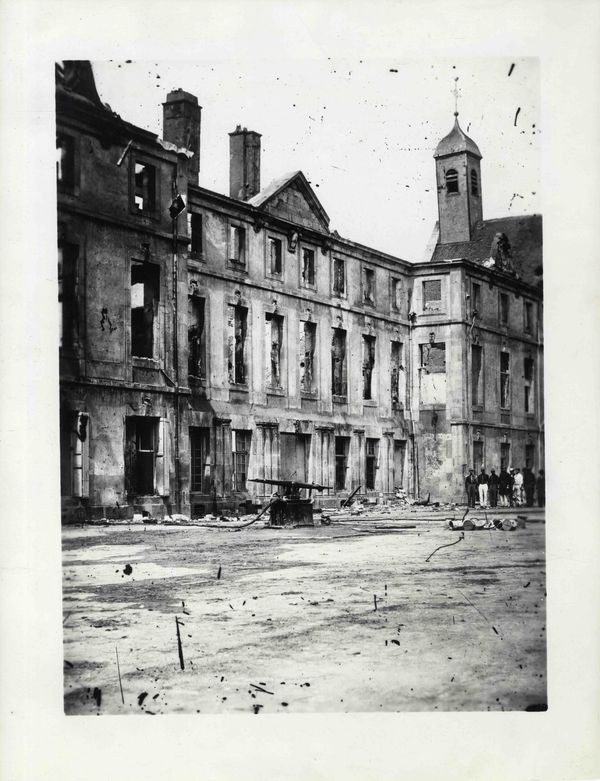
L'ancienne gendarmerie après l'incendie, 1871.

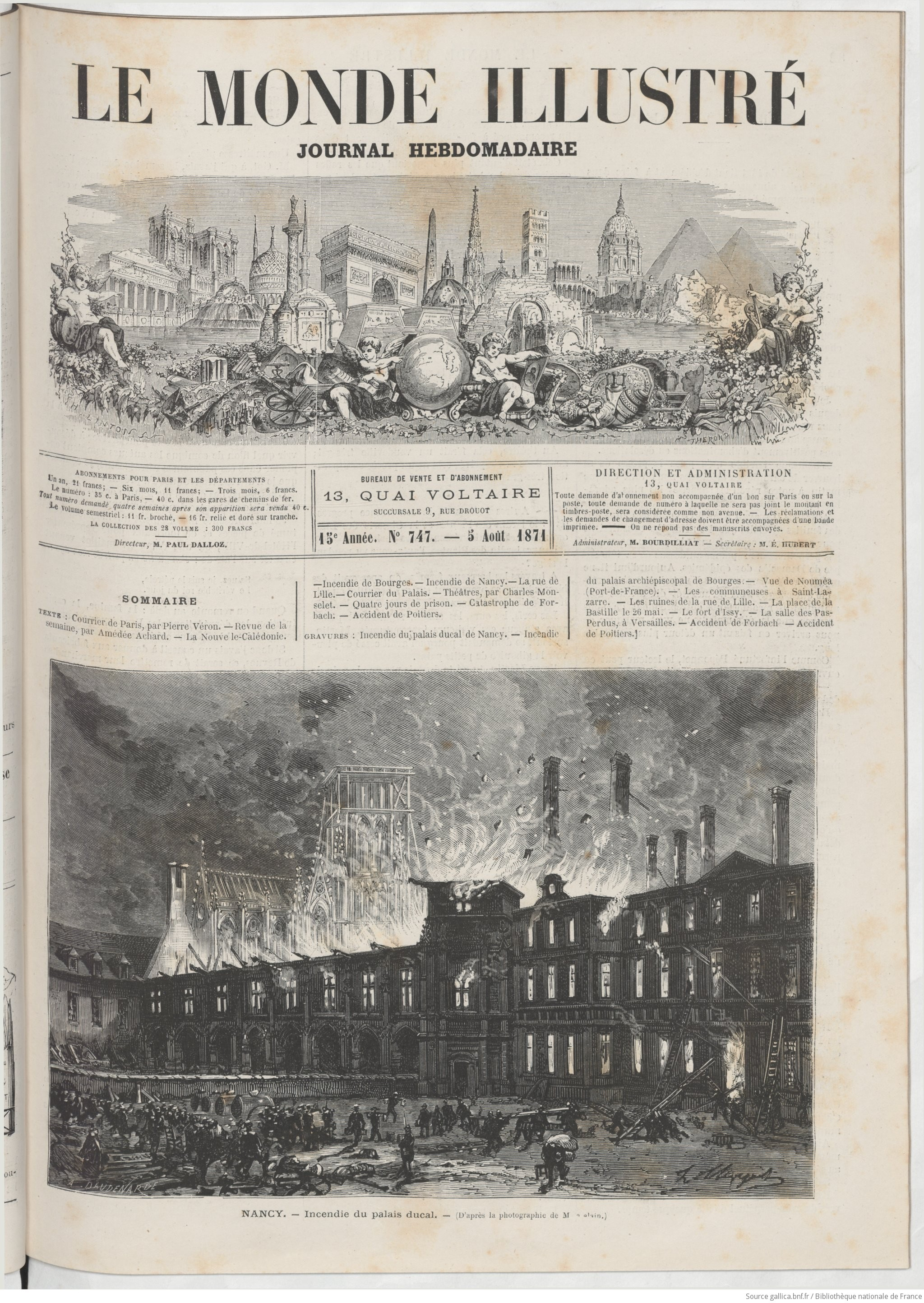
Une du Monde Illustré revenant sur l'incendie du palais ducal de Nancy, 5 août 1871.

Dans le contexte d’animosité liée au conflit franco-prussien, des rumeurs circulent sur les origines de l’incendie, que certains attribuent aux Prussiens ou aux communards. Charles-François Chatelain, qui avait été le premier président de la Société, fournit une explication plus plausible : « La vérité est que les Prussiens avaient établi depuis septembre des logements d’employés dans la partie du palais désertée par la gendarmerie, ils y avaient laissé toutes les pailles accumulées dans les greniers… Les gendarmes rentrés depuis quelques jours n’avaient pu prendre le temps de vidanger le tout et cette négligence dans leur réinstallation a dû causer tout le mal. Mystère affreux que l’on ne percera pas ».
Un grand nombre d’œuvres présentées par la Société d’archéologie lorraine disparaissent dans les flammes, entre autres de nombreux portraits ducaux et l’intégralité de la précieuse bibliothèque de la Société. Seul le rez-de-chaussée abritant les collections d’archéologie et de sculpture, préservé par sa voûte en pierre, est épargné. On peut établir, grâce aux estimations des dommages pour les assurances, l’étendue des dégâts : au moins la moitié des œuvres sont détruites. Ressassant le contexte de l'annexion de la Lorraine, Prosper Guerrier de Dumast est accablé par le désastre :

« Dix siècles généreux rentrent dans la poussière et la Lorraine est morte une seconde fois. »

Quelques mois après le sinistre, la Ville de Nancy abandonne officiellement au département le jardin des Cordeliers pour qu’il y construise une nouvelle caserne de gendarmerie. En échange, la Ville peut disposer de la totalité des ruines du palais ducal et la restauration de ce dernier peut être en principe en partie assurée par l’État.

#### Hésitations quant à la reconstruction
En 1872, Boeswillwald propose un projet global de restauration. Il prévoit de reconstituer l’ensemble du palais des ducs en imaginant l’aspect qu’il aurait pu avoir au XVIIe siècle. Il ambitionne de rebâtir, à la place de la gendarmerie disparue, l’aile de la Salle Neuve construite par Charles III. Néanmoins, son projet global fait défaut par sa perspective trop interventionniste appuyée par des sources lacunaires.
En août 1872, la Commission des monuments historiques statue que seule la partie classée du palais, correspondant à l’aile de la galerie des Cerfs, bénéficiera d'une subvention étatique pour sa restauration par Boeswillwald. D’un côté, la commission refuse de financer la reconstruction du bâtiment détruit du XVIIIe siècle. De l’autre, elle prône l’unité du programme architectural, ce qui nécessite de confier l’ensemble du projet à un seul maître d’œuvre. La Ville est néanmoins incapable d’assumer seule le devis qui lui est présenté par Boeswillwald pour la reconstitution de l’aile de la salle neuve. Après avoir échoué à obtenir que la commission revienne sur sa décision, la municipalité décide de confier le chantier à l’architecte de la Ville, Prosper Morey. La restauration du palais ducal effectuée après l’incendie fait donc cohabiter les projets de Morey et Boeswillwald et les époques, mêlant les XVIe et XVIIIe siècles.

#### Restauration de Boeswillwald
Boeswillwald mène la restauration de l’aile de la galerie des Cerfs dans la même logique que celle effectuée avant l’incendie. Il la conçoit comme une restauration archéologique correspondant aux représentations anciennes connues, datées du XVIIe siècle. Détail non négligeable, il fait le choix d’une charpente en métal pour la couverture du palais ducal et de la tour de l’Horloge. Ce choix s’explique par la crainte d’un nouvel incendie mais aussi par la volonté de soulager les murs porteurs. En outre, son projet inclut cette fois-ci la reconstruction de la flèche couronnant la tour de l’Horloge. Pour les éléments sculptés de la flèche, Boeswillwald fait appel à Adolphe-Victor Geoffroy-Dechaume, célèbre sculpteur de chantiers de restauration d'édifices médiévaux. Celui-ci imagine des ornements en cuivre qui renvoient tous à la Lorraine et à la ville de Nancy : on y retrouve des barbeaux formant gargouille, des alérions, une croix de Lorraine entourée d’une branche de laurier, la couronne ducale et des chardons. La flèche en elle-même est réalisée en cuivre martelé sur une charpente de fer et de fonte par l’entreprise de plomberie d’art Monduit et Béchet. Les divers travaux sont progressivement effectués et le Musée lorrain rouvre ses portes en 1875.
Toutefois, la question du paiement de la reconstruction demeure après cette réouverture. Les dépenses annoncées au lendemain de l’incendie par Boeswillwald pour la reconstruction de l’aile ancienne s’élèvent à près de 300 000 francs. La Commission des monuments historiques accorde une subvention 100 000 francs. L’empereur d’Autriche François-Joseph Ier, sollicité par l’aumônier de l’église des Cordeliers, contribue à hauteur de 100 000 francs en sa qualité de descendant de la Maison de Lorraine. Les assurances permettent d’obtenir 38 000 francs supplémentaires. Manquent donc 53 000 francs pour financer la reconstruction, sans compter les surcoûts qui s’additionnent au fil des travaux, les dégâts s’avérant plus importants que ce qui avait été estimé après l’incendie. Le devis final s’élève à environ 360 000 francs. La Société d’Archéologie lorraine ouvre une souscription publique pour combler les frais restants, qui trouve un accueil particulièrement favorable en Lorraine. Le gouvernement accorde lui aussi une subvention supplémentaire pour solder les travaux. Les comptes sont finalement arrêtés en 1880.

#### Restauration de Morey

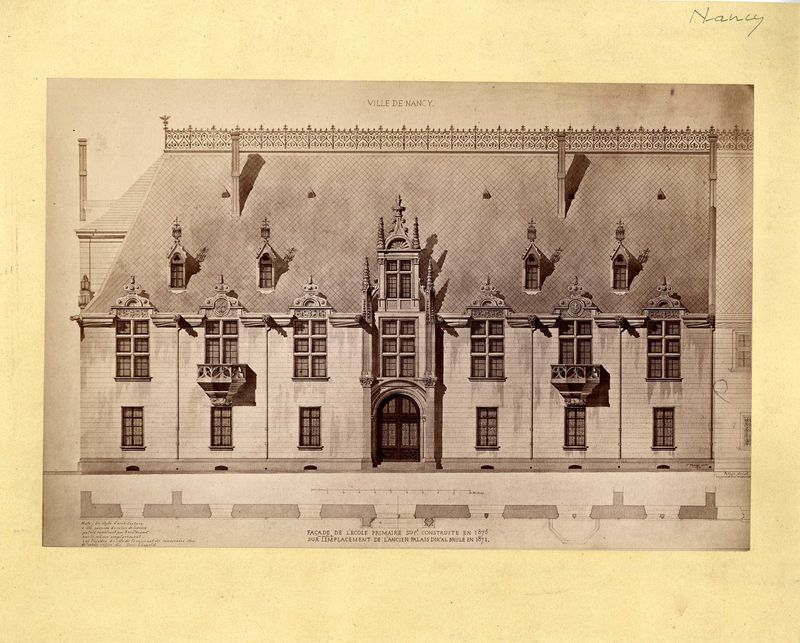
Façade imaginée par Prosper Morey pour l'École supérieure de garçons, côté Grande rue.

La municipalité charge l’architecte de la ville Prosper Morey d’édifier à l’emplacement de l’ancienne gendarmerie une École supérieure de garçons, ce qui oblige la Société d’archéologie lorraine à renoncer à son souhait d’installer le musée dans l’ensemble du palais des ducs. La proposition de reconstruire une aile du palais dans le style de la galerie des Cerfs apparaissant incompatible avec la fonction d’école que doit remplir le futur bâtiment, Morey choisit de rompre l’unité de style du palais, en prêtant toutefois une certaine attention à la cohérence architecturale. Côté cour, l’architecte conçoit une façade classique proche de celle de l’ancienne gendarmerie qui datait du XVIIIe siècle. Il fait démolir le passage surélevé qui reliait le palais et l’église des Cordeliers, perçant l’actuelle rue Jacquot. Du côté de la Grande rue, il imagine une façade dans la continuité de celle de Boeswillwald, qui rend à la charpente du palais ducal l’homogénéité qu’elle avait perdue depuis le début du XVIIIe siècle. Toutefois, l’allure de la façade de Morey côté rue se distingue de celle de Boeswillwald. Tandis que ce dernier opte pour une restauration strictement archéologique, Morey s’autorise certaines fantaisies architecturales et décoratives. Par exemple, il dresse des frontons inspirés de la gravure de Déruet au-dessus des fenêtres, ou crée des bas-reliefs aux motifs de chardon et d’aigle impérial encadrant la croix de Lorraine.

### De la réouverture à 1914

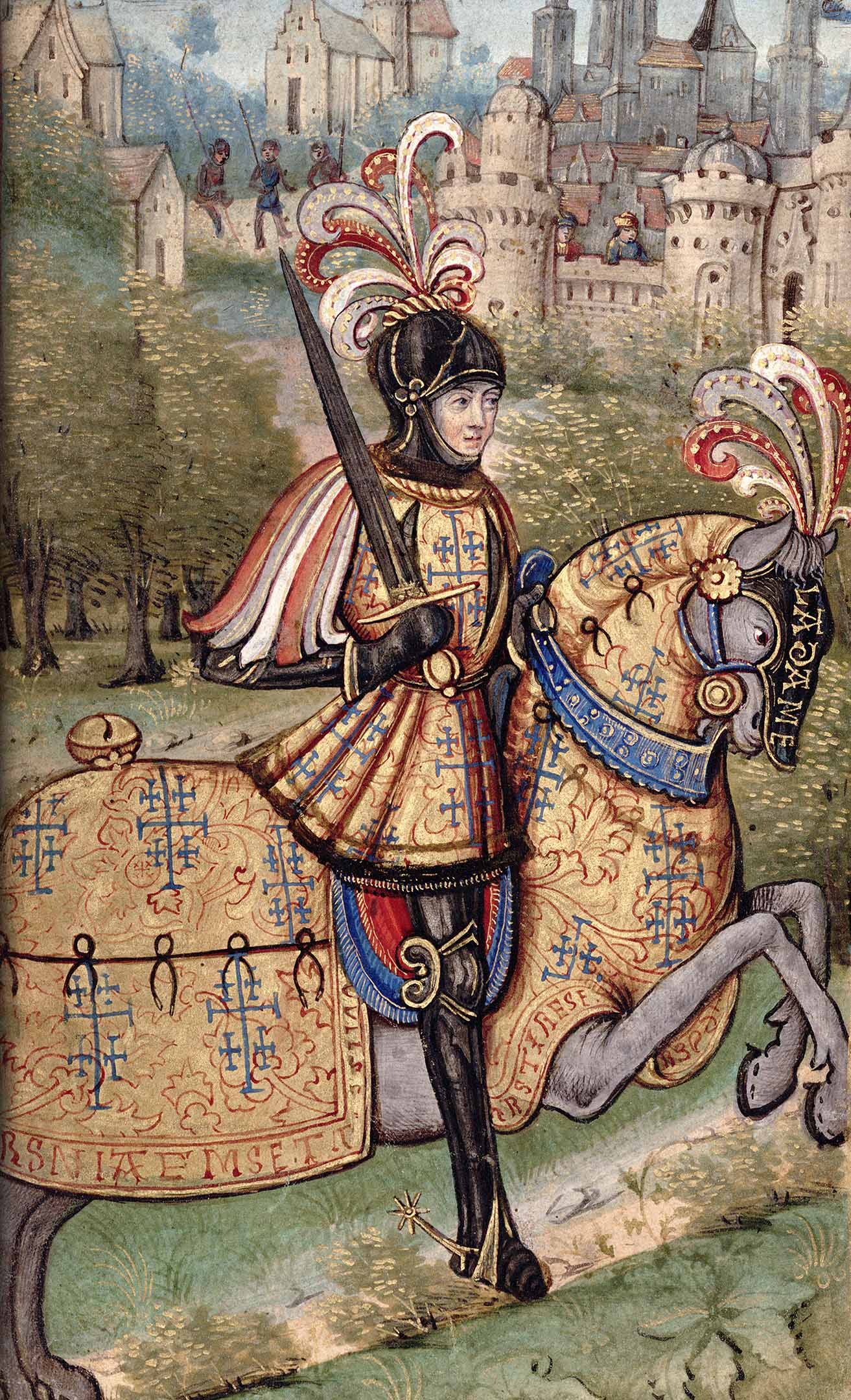
René II durant la bataille de Nancy, miniature issue de la Nancéide de Pierre de Blarru (début du XVIe siècle).

En juillet 1875, soit peu de temps après la réouverture du musée, Prosper Guerrier de Dumast s’exclame : « Comme le phénix antique, il sort rajeuni du sein des flammes ». En effet, les collections du musée se sont largement enrichies depuis l’incendie, avant tout grâce à l’afflux de dons venant de particuliers. Ainsi, le baron de Landres offre en août 1871 la Nancéide de Pierre de Blarru, précieux manuscrit du XVIe dans lequel l’auteur exalte la victoire de René II sur Charles le Téméraire. La Société, grâce aux fonds récoltés, réalise plusieurs achats importants, entre autres la collection d’estampes de François Domergue de Saint-Florent riche de 8 000 pièces, ou la bibliothèque de l’abbé Marchal. De plus, la Ville de Nancy vient en aide au musée sinistré en y réalisant de nombreux dépôts, y compris d’œuvres majeures, à l’image en 1882 du Ravissement de Saint François de Bellange. Par ailleurs, le comité du Musée lorrain fusionne officiellement avec la Société d’Archéologie lorraine en 1872. Dans les faits, cela ne représente pas un grand changement étant donné que presque tous les membres du comité appartenaient à la Société, et que le président des deux entités avait toujours été le même.
En 1895, le catalogue des collections rédigé par Lucien Wiener, qui a longtemps fait référence, comporte près de 3 000 objets — soit près du double des pièces recensées en 1869.

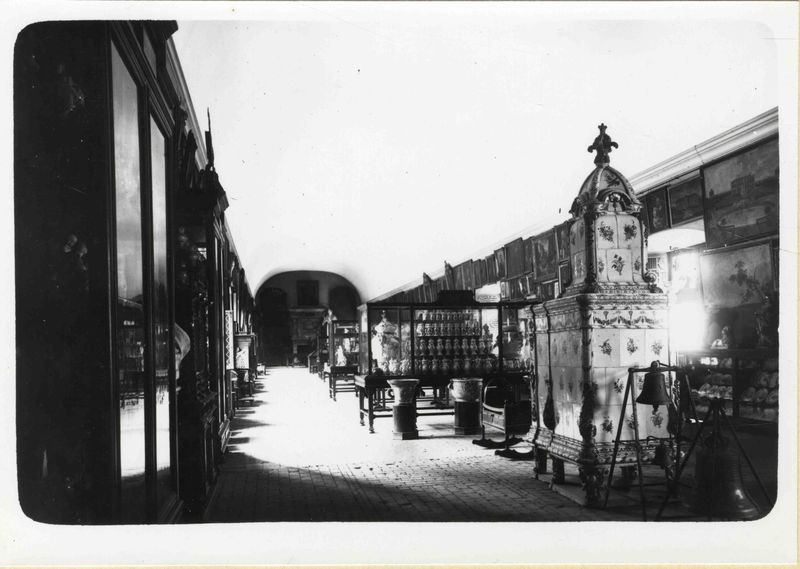
La galerie des Cerfs en 1896.

Cette accumulation devient problématique et nécessite des ajustements dans l’organisation du musée. Un journaliste souligne dans l'Est républicain en 1908 l’impression d’entassement en écrivant qu'« à un René II, un Antoine ou un Charles III demandant si l’on a pas transformé leur auguste demeure en bazar ou en magasin de vente », les conservateurs répondraient avec enthousiasme « Toute la Lorraine est ici, la Lorraine de nos ducs et de nos duchesses, avec les souvenirs de l’histoire, de la tradition, de la foi religieuse et patriotique, des arts, des coutumes, des sciences et des lettres ». En cette même année 1908, après le départ de Lucien Wiener de son poste de conservateur, le musée est divisé en quatre sections : archéologie (Jules Beaupré) ; objets d’art et mobilier (Georges Demeufve) ; estampes, livres et sceaux (Georges Goury) ; numismatique (René Martz). Chacune d’elles est gérée par un conservateur bénévole, membre de la Société. En 1910, une nouvelle section consacrée à l’art populaire est confiée à Charles Sadoul.
Ce remaniement s’accompagne de l’obtention bienvenue de nouveaux espaces d’exposition : en décembre 1910, la municipalité met à la disposition du musée une partie du bâtiment Morey. L’école qui y était auparavant installée déménage dans les bâtiments du jardin situés en face. En 1912, trois salles supplémentaires sont inaugurées en présence du président du Conseil Raymond Poincaré. Au rez-de-chaussée du bâtiment Morey est installée la salle d’art populaire, et au premier étage la petite salle des gloires militaires et une salle de l’histoire de Nancy. L’ensemble des coûts de l’agrandissement sont laissés par la ville à la charge de la Société d'archéologie lorraine.

### Pendant la Première Guerre mondiale

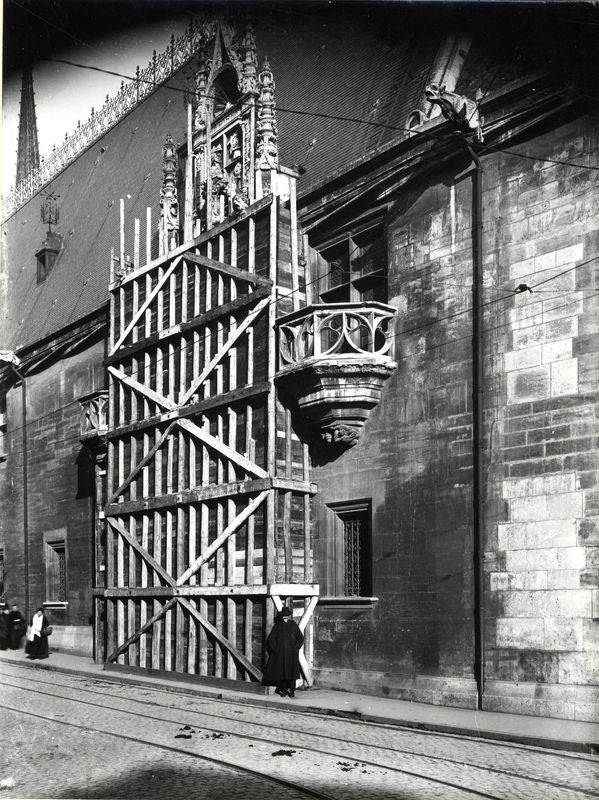
La porterie du palais ducal durant la Première Guerre mondiale.

Au déclenchement de la Première Guerre mondiale en 1914, la proximité de Nancy et son Musée lorrain avec les frontières ennemies inquiète quant à la sauvegarde des collections. Le musée est fermé, les membres du comité n’ayant pas été mobilisés surveillent les œuvres. Les objets les plus précieux sont mis à l’abri dans une cave de la Cour d’Appel, ce qui cause quelques dommages aux tapisseries. Après les bombardements à longue portée de janvier 1916, la municipalité décide de l’évacuation vers Troyes d’une partie des œuvres du musée des Beaux-Arts, auxquelles se joignent quelques pièces des collections du Musée lorrain. De mars à mai 1918, les objets restés sur place sont envoyés à Domrémy où ils sont abrités dans un dépôt organisé au sein du couvent des carmélites du Bois Chenu. L’ensemble des œuvres retrouve sa place d’avant-guerre en 1919.
Au lendemain du conflit, le nombre de membres de la société, qui s’élevait à près de 800 en 1914, a été divisé par deux. Les effectifs se reforment rapidement : en 1936, ils sont revenus à leur niveau d’avant-guerre.

### Évolution durant l'entre-deux-guerres
La remise en marche du musée après 1918 s’effectue dans un contexte économique peu favorable. Tandis que les subventions accordées restent stables, la monnaie française connaît d’importantes dévaluations, freinant grandement les nouvelles acquisitions et projets d’amélioration du musée. Les collections continuent néanmoins de s’enrichir grâce à de nombreux dons. En 1921, les Renauld lèguent à la ville l’importante collection Thiéry-Solet dont ils ont hérité, afin qu’elle soit répartie entre la bibliothèque municipale, le musée des Beaux-Arts et le Musée lorrain. Dans la collection se trouvent 336 cuivres originaux de Jacques Callot.
En 1930, la Ville de Nancy décide d’abandonner au musée l’intégralité du bâtiment Morey, dans la perspective d’un déménagement de l’École primaire supérieure dans une nouvelle construction plus adaptée. Contrairement à ce qui avait été décidé lors de l’extension de 1912, la municipalité accepte cette fois-ci de prendre à sa charge les frais de transformation du bâtiment. En 1934, l’école quitte définitivement les locaux et l’intégralité du palais ducal revient au musée. Pierre Marot, nommé conservateur du musée la même année, est chargé d’organiser son plan de restructuration. L’exposition très remarquée qu’il organise en 1935 pour célébrer le tricentenaire de la mort de Jacques Callot annonce selon lui « le début d’une période nouvelle dans l’histoire du musée lorrain » Par son parcours cohérent et compréhensible par tous, l’exposition illustre l’approche novatrice de Pierre Marot qui guide l’aménagement du futur musée.

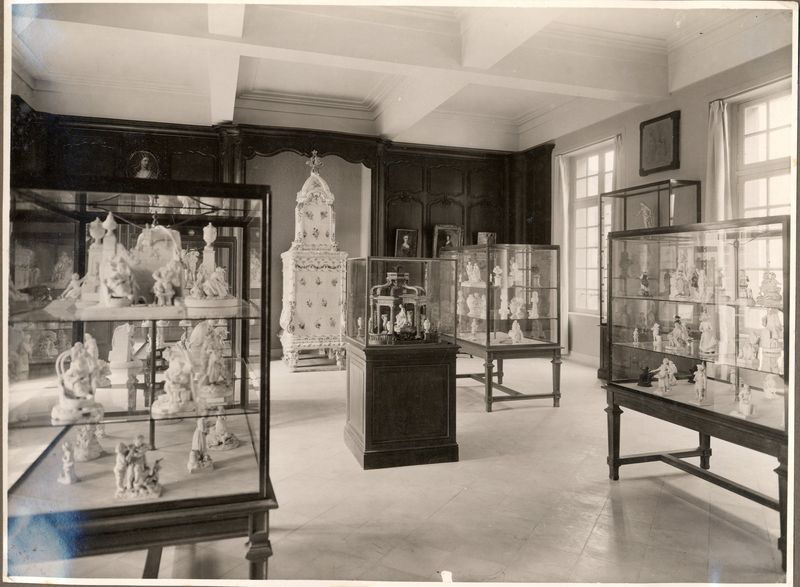
Le Musée lorrain modernisé à sa réouverture en 1937.

Après une année consacrée au réaménagement ainsi qu’à de nombreuses restaurations d’œuvres, le Musée lorrain remodelé est inauguré le 6 décembre 1937 par Georges Huisman, directeur général des Beaux-Arts. Des sept salles constituant le musée dans les années 1930, on passe à 31, et la muséographie est entièrement reprise. Pierre Marot explique avoir « composé ce musée un peu comme un livre dont les chapitres ont été déterminés en fonction des périodes que l’on a voulu évoquer » Signe de modernité supplémentaire, l’éclairage électrique est introduit dans les salles. La municipalité accorde des fonds importants pour les travaux (plus d’un million de francs entre 1934 et 1937), comme elle l’avait promis à la cession du bâtiment Morey. Ces subventions sont complétées par une aide du département de 189 000 francs.
Par ailleurs, la Ville procède à la restauration complète de l’église des Cordeliers, avec l’objectif d’y installer à terme la collection de sculptures religieuses du musée. Après une importante campagne de restauration, l’église rouvre le 30 avril 1939 au public, qui peut y admirer d’importantes œuvres comme le gisant de Philippe de Gueldre sculpté par Ligier Richer ou la sculpture romane du Retour du Croisé.

### Pendant la Seconde Guerre mondiale

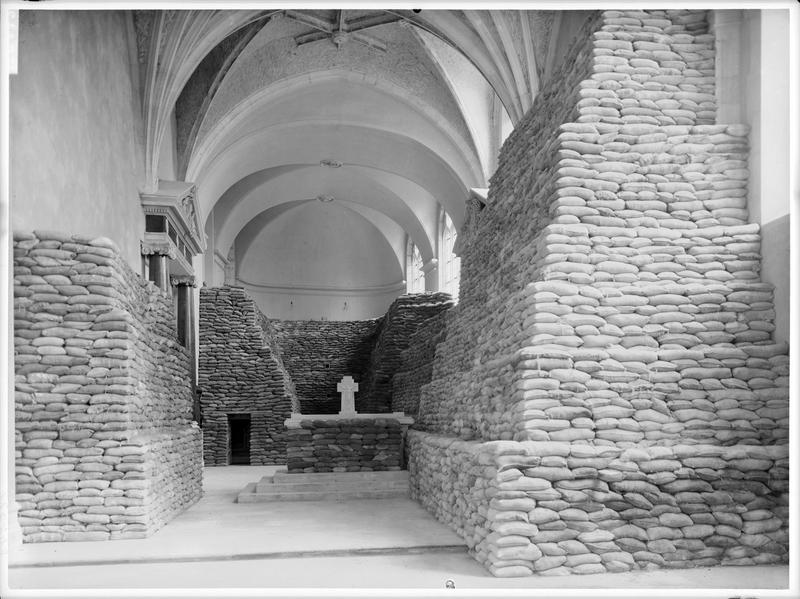
L'église des Cordeliers protégée durant la Seconde Guerre mondiale.

Dès le début de la guerre, en novembre 1939 puis en mai 1940, les collections sont évacuées par le chemin de fer vers le sud-ouest de la France, à l’exception des sculptures trop lourdes et/ou volumineuses. Les œuvres inévacuables sont protégées sur place et descendues dans le caveau ducal. Des pyramides de protection de sacs de sable et de terre sont installées dans l’église et la chapelle ducale. En décembre 1945, les œuvres qui avaient été évacuées sont rapportées au Musée lorrain et reprennent leur place dans la muséographie de 1937. La section d’art populaire est la seule à déménager : elle est transférée du deuxième au troisième étage du palais ducal.

### Réorganisation et extension après 1945

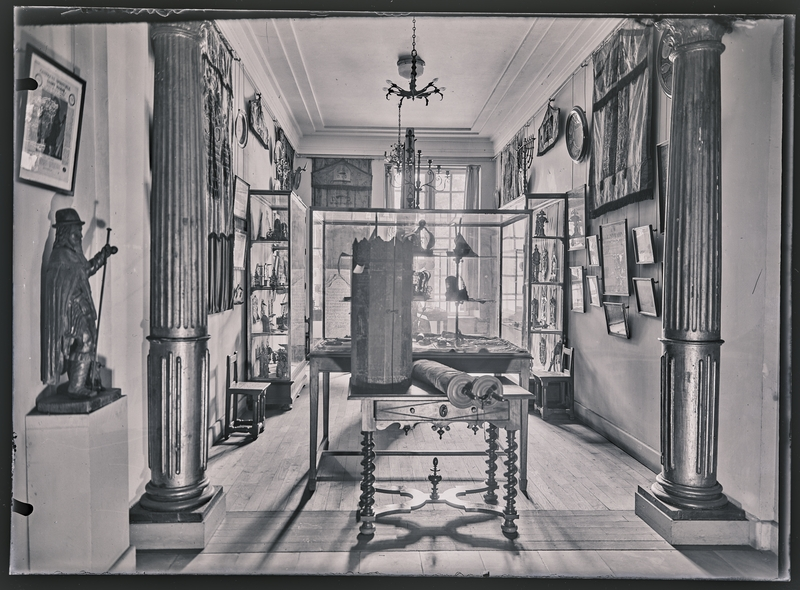
Première muséographie de la salle consacrée aux judaïca.

Au lendemain de la Seconde Guerre mondiale, l’intégration de l’important legs Wiener de 1939 nécessite quelques aménagements. Riche de 5 000 pièces, la collection de Lucien et René Wiener comprend entre autres un ensemble d’objets lié au culte juif, qui permet au musée d’inaugurer la première salle consacrée au judaïsme dans un musée de région. Le musée réouvre en août 1946, à l’exception de la section d’art populaire qui ne réouvre qu’en octobre de la même année.
À l’initiative d’Édouard Salin, président de la Société d’archéologie lorraine depuis 1945, le musée innove en créant en 1950 un laboratoire d’archéologie des métaux, installé à l’étage du pavillon sud du jardin (la Petite Écurie). On y restaure par exemple de précieuses pièces mérovingiennes.
En 1954, Pierre Marot cède sa place de conservateur du musée à l’abbé Jacques Choux, prêtre originaire de Lunéville. Ce dernier, qui fréquentait la Société d’archéologie lorraine, a obtenu l’accord de son évêché pour développer sa formation historique à l’École des chartes, l’École du Louvre et l’École pratique des hautes études. L’abbé Choux prend en main la conservation des collections de l’ensemble du musée, à l’exception de la section d’archéologie dont Albert France-Lanord est responsable depuis 1937.
Le projet du laboratoire d’archéologie des métaux gagne en ampleur et conduit à l’ouverture en 1966 d’un nouveau musée consacré à l’histoire du fer et de la sidérurgie (l'actuel Féru des Sciences), à Jarville-la-Malgrange. Le laboratoire situé au palais ducal déménage dès 1965 dans ces locaux plus adaptés.
D’autre part, le pavillon nord jouxtant la rue Jacquot est libéré en 1964 par l’établissement scolaire qui l’utilisait encore. Cet abandon permet de réunir les deux pavillons nord et sud par une salle intermédiaire consacrée aux collections lapidaires gallo-romaines. Après un lourd réaménagement, le pavillon nord reçoit les collections préhistoriques, et l'ancienne Petite Ecurie les objets gallo-romains et mérovingiens. L’ensemble des bâtiments dits « du fond de cour » est désormais utilisé par le musée. En 1966, cette évolution permet à l’abbé Choux de consacrer au Moyen Âge la galerie du rez-de-chaussée du palais ducal.
Ce jeu de chaises musicales entre les différents espaces du musée témoigne du manque de place criant pour les collections et l’administration du musée, laquelle est obligée de rivaliser d’ingéniosité pour présenter convenablement les collections au public. Ceci d’autant plus que celles-ci s’enrichissent toujours davantage dans cette seconde moitié du XXe siècle. La Société d’archéologie lorraine fait régulièrement appel à des souscriptions pour acheter de nouvelles œuvres, à l’image du tableau de Georges de La Tour La Femme à la puce, acquis en 1955. D’importants dons sont également réalisés durant ces années : le collectionneur Henri Marcus lègue de son vivant de nombreuses pièces au musée, telles que Le banquet des Amazones de Déruet. Après la mort de son mari en 1960, la femme de Marcus annonce à l’abbé Choux qu’elle souhaite céder sans réserve au musée toutes les collections qui lui conviendraient. En 1965, le legs de René Cadet fait entrer au musée plus de 200 sculptures sur bois des XVe au XVIIe siècles.

### 1981-2000: De nouveaux aménagements pour répondre aux défis croissants

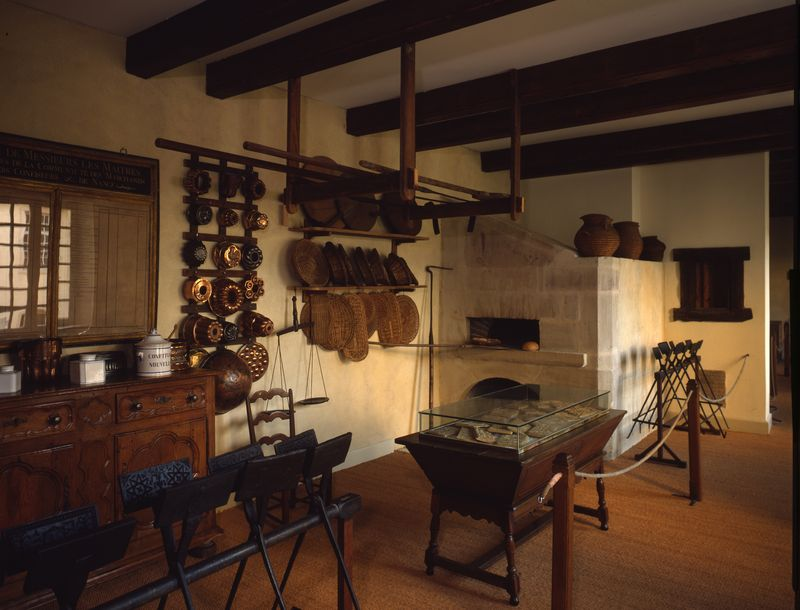
Reconstitution d'une boulangerie dans la nouvelle section des Arts et traditions populaires.

Le foisonnement des collections se heurte de plus en plus à la réalité physique du palais ducal. En 1976, le musée récupère quelques salles du rez-de-chaussée et du 1er étage de l’ancien couvent des Cordeliers. La première tranche de la nouvelle section consacrée aux arts et traditions populaires y est ouverte au public en octobre 1981 sous la houlette de l’abbé Choux. Dès les années 1950, il collecte, en sillonnant la campagne lorraine, des pièces volumineuses et objets témoignant de modes de vie en train de disparaître : métier à tisser, métier à ferrer les bœufs, pressoir à vin, ameublement,, etc.
Une partie du couvent des Cordeliers qui devait être à terme investie par le musée reste occupée par une annexe du conservatoire régional de musique. À son départ en 1986, les salles vétustes libérées n’ont ni chauffage ni installation électrique moderne, et sont donc inexploitables.
L’année 1988 entérine la prise de conscience sur l’obsolescence grandissante du musée. Le bureau de la Société élabore un plan quinquennal d’aménagement « pour assurer la survie d’un musée qui fut et doit rester un élément majeur de la vie culturelle de notre province et un foyer d’attraction touristique européen ». La liste des doléances est longue : œuvres intéressantes non-exposées faute de place ; muséographie désuète et peu cohérente ; accessibilité déplorable ; manque de locaux administratifs, de réserves, de salles d’expositions temporaires, de lieux de consultation et documentation, etc.

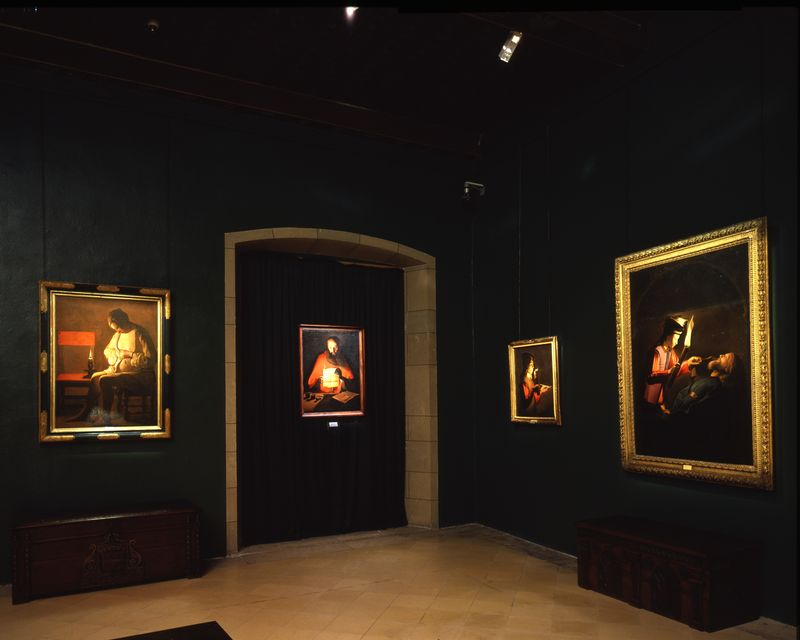
Salle des Nuits, 1993.

Pour réorganiser les salles de l’ancien palais ducal, le bureau de la Société fait appel à la direction des Musées de France, qui délègue en mission d’inspection un architecte et trois conservateurs entre 1992 et 1993. La remise des conclusions de ces spécialistes aboutit à un nouveau remaniement. Sont aménagées la salle de la Pompe funèbre de Charles III, la salle Callot et la salle des gravures XVIIe. Une salle des nuits présente désormais l’ensemble des œuvres de Georges de La Tour et de son atelier, et une salle d’exposition temporaire de 150 m2 est aménagée au rez-de-chaussée du couvent des Cordeliers.
Parallèlement, la municipalité fait appel aux architectes Dominique Brard et Catherine Frenak, qui élaborent avec la conservatrice Francine Roze et le président de la Société Paul Sadoul un avant-projet de rénovation du musée. Remis en octobre 1992, le « rapport Brard » insiste notamment sur la nécessité d’intégrer au musée le bâtiment de la Petite Carrière, occupé par l’armée, pour pouvoir opérer une refonte du parcours de visite.
Le rapport Brard permet en 1993 d’inscrire le projet de rénovation dans le cadre du contrat de plan État-Région. L’État promet d’investir 33 millions de francs, et la Région 25 millions.
Après la demande d’un audit par le maire de Nancy André Rossinot, le ministère de la Culture charge l’Inspection générale des affaires culturelles de fournir un rapport détaillé sur la situation du musée et ses perspectives, qu’elle remet à l’été 1995. Ses auteurs préconisent une refonte du cadre juridique, la constitution d’une équipe de conservation mieux structurée et soulignent que la mission du musée est « d’être un musée de synthèse au niveau régional dans les domaines qui sont les siens : archéologie, art, histoire, ethnographie. »
À l’approche du passage au XXIe siècle, quelques évolutions touchent l’organisation du musée. En 1997, la Société d’archéologie lorraine et du Musée lorrain change de nom et devient Société d’histoire de la Lorraine et du Musée lorrain.
L’année 1998 marque l’anniversaire des 150 ans de la Société, que le musée célèbre par une exposition dans la galerie des Cerfs ainsi que par un hors-série du Pays Lorrain consacré à l’histoire du musée, de ses collections et de ses bâtiments. Au début de la même année, l’équipe de la conservation du musée déménage au 1er étage du pavillon nord du jardin. Le numérique fait également son entrée au musée : un réseau informatique comprenant le programme « Micromusée », base indispensable pour l’inventaire des collections, est installé grâce au crédit de 1,2 million de francs accordé conjointement par la Municipalité, la Région et l’État.

### 2000-2018: Vers un renouvellement du musée
Le tournant du siècle annonce une nouvelle phase pour le musée, qui se prépare peu à peu pour sa métamorphose. Le projet de rénovation est officiellement lancé. Il réunit la Ville de Nancy (maître d’ouvrage), la Société d’histoire de la Lorraine et du Musée lorrain, l’État et la Région.

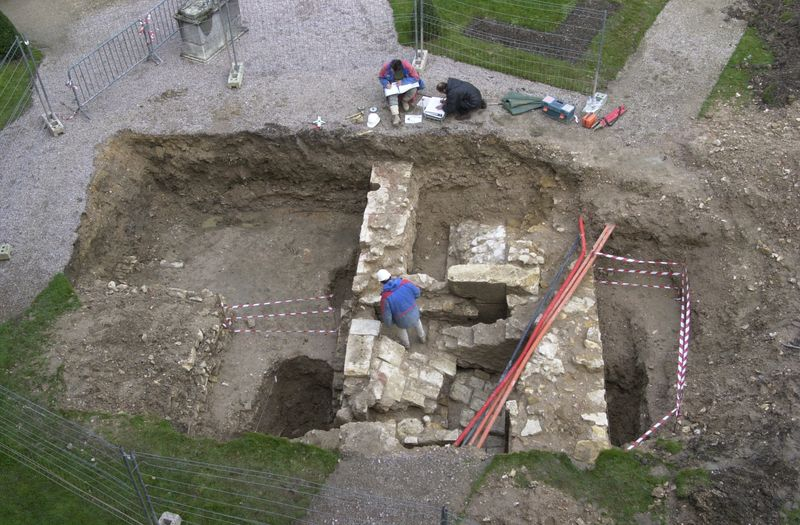
Sondages archéologiques dans le jardin du palais ducal en 2001.

Au printemps 2000, le bâtiment de la Petite Carrière est cédé au Musée lorrain, ce qui permet en 2004 à la conservation du musée de s’y installer. Dans le cadre des études préalables à la rénovation, une équipe d’archéologues effectue en 2001 des sondages dans les jardins du palais ducal et ceux du palais du gouvernement. Des objets témoignant de la vie quotidienne à la cour des ducs de Lorraine entre les XVe et XVIIIe siècles sont mis au jour (verres, céramiques, éléments d’architecture). Les sondages dévoilent également des éléments de la muraille du château médiéval, un soupirail ou encore des latrines.

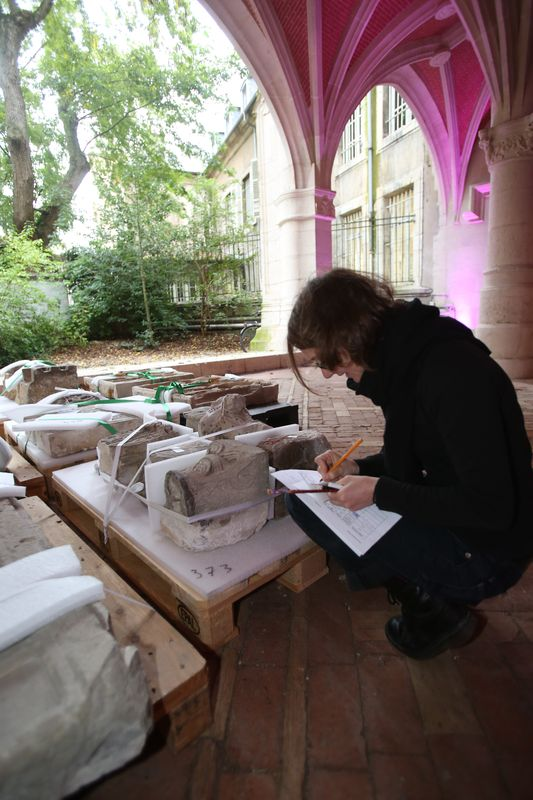

Le chantier des collections démarre quant à lui en 2005. Il s’agit en premier lieu de récoler, d’informatiser et de documenter les collections, dont le nombre de pièces est évalué à 155 000. Ce travail est considérable : il faut inventorier l’intégralité des fonds (arts graphiques, peinture, sculpture, mobilier, objets religieux, archéologie, numismatique, etc.) qui comprennent chacun plusieurs milliers de pièces. En parallèle s’effectue une importante campagne de restauration des œuvres, qui ne peut se faire que très progressivement du fait de la complexité du processus. À titre d’exemple, ce sont 675 œuvres qui ont pu être restaurées entre 2002 et 2011, tous domaines confondus.
À la date du 1er janvier 2008, le musée change de statut et passe en régie municipale directe. La Société d'histoire de la Lorraine et du Musée lorrain reste propriétaire de la majorité des œuvres du musée, mais l’administration du musée est confiée à la Ville, de même que la gestion et la conservation des œuvres. L’aval du conseil d’administration de la Société reste nécessaire pour les éventuels prêts ou restaurations effectuées sur les œuvres qu’elle possède. Dès lors, les dons d’œuvres qui sont acceptés par le Musée lorrain deviennent propriété de la Ville. À contrario, les dons faits nommément à la Société sont propriété de celle-ci, même si la gestion des œuvres est déléguée à la Ville.

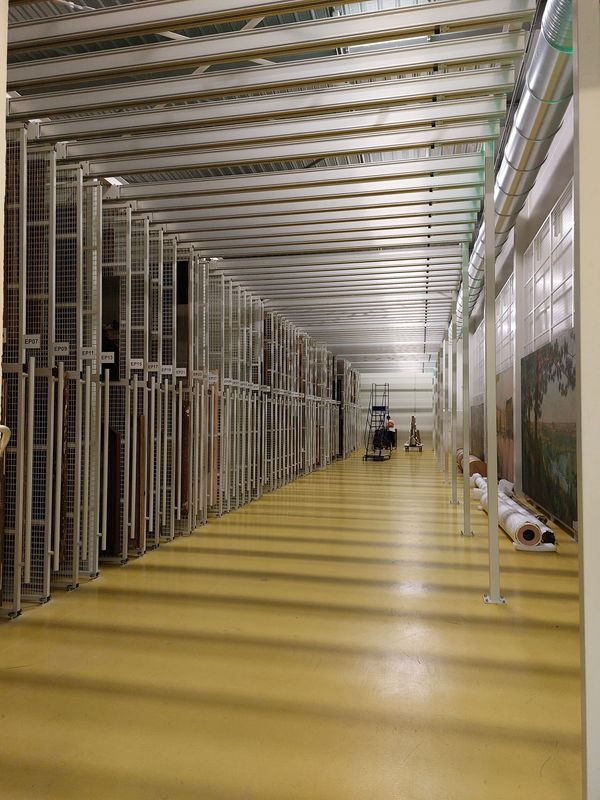
Un des espaces de la réserve externalisée.

En 2010, le palais du gouvernement, précédemment utilisé par l’Armée, est récupéré par la ville de Nancy et rattaché au Musée lorrain. Celui-ci change d’appellation en 2013 et devient le palais des ducs de Lorraine – Musée lorrain.
Entre 2011 et 2013 s’effectue une étape importante pour le musée : la construction de la réserve externalisée, commune à cinq musées nancéiens (de la Ville de Nancy : palais des ducs de Lorraine, musée des Beaux-Arts, musée de l'École de Nancy ; de la Métropole du Grand Nancy : Muséum-aquarium et Féru des Sciences). Cette réserve de 6 600 m2 financée conjointement par la Ville et la Métropole assure une conservation optimale des collections, en permettant la régulation des taux d’humidité et de température. Sa spécificité et de ne pas répartir les collections selon l’appartenance à un musée, mais selon la typologie des objets.

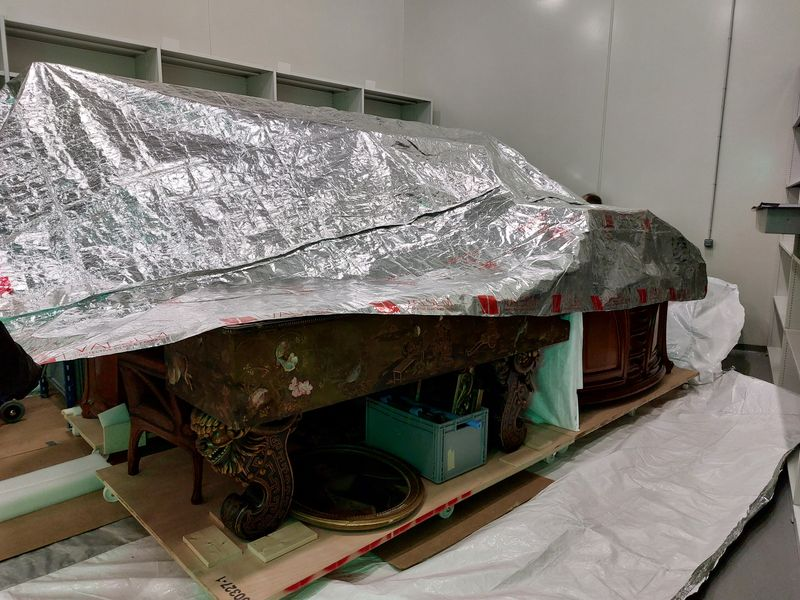
Mise en place d'une poche d'anoxie dans la réserve externalisée.

En 2017, dans cette même logique de mutualisation, le musée est intégré à la nouvelle direction commune des musées de la Ville de Nancy et de la Galerie Poirel. Cette évolution permet de donner plus de poids et de cohérence à l’action des musées de la ville.
À l’issue d’un grand week-end festif (31 mars – 2 avril 2018), l’ensemble du musée ferme au public pour laisser place au transfert des collections, puis dans un second temps au chantier de rénovation et fouilles archéologiques l’accompagnant. L’église des Cordeliers reste ouverte et présente un nouvel accrochage intitulé Nancy, capitale des ducs de Lorraine.

## Projet de rénovation en cours

### Fondement et buts du projet
Le projet de rénovation du palais des ducs de Lorraine - Musée lorrain résulte du constat, toujours plus prégnant à la fin du XXe siècle, du manque d’accessibilité du musée dans tous les sens du terme. D’une part, le musée est peu accessible intellectuellement. En 1998, la conservatrice Martine Mathias souligne « qu’en dépit de remodelages permanents et de nouvelles installations importantes [le] visage actuel [du musée] reste très lié à la tradition de musée d’érudits et de collectionneurs. » D’autre part, la question de l’accessibilité physique n’a jusque-là pas été résolue : rien que pour entrer dans le musée, il faut gravir trois marches. L’ensemble muséal doit donc être mis aux normes, la loi stipulant depuis 2005 que tous les établissements recevant du public se doivent d’être accessibles à tous les types de handicaps. L’objectif du projet de rénovation est donc de créer un musée accessible et ouvert sur l’extérieur, présentant une muséographie lisible et cohérente, laquelle s’appuiera sur les possibilités offertes par les outils numériques.
À la place de l’ancien parcours essentiellement chronologique, particulièrement long et complexe, le choix a été fait de réorganiser la muséographie au sein de plusieurs parcours indépendants mais complémentaires. Un premier circuit historique, allant de la Préhistoire jusqu’à l’époque contemporaine, donnera aux visiteurs les clefs pour comprendre l’histoire de la Lorraine. Ce parcours sera complété par quatre autres, organisés de manière thématique : sur la vie artistique et intellectuelle ; sur les humains et leur territoire ; sur les humains et leur travail ; sur la vie spirituelle et religieuse.
La temporalité du projet s’articule en trois étapes. En 2029 est prévue la réouverture du palais ducal avec le parcours historique, des espaces d’accueil dans la Petite Écurie, des espaces de médiation en sous-sol ainsi que du auvent remplaçant le bâtiment nord. Par la suite seront mis en place les autres parcours dans le couvent des Cordeliers et les 2e et 3e étages du palais ducal. Au palais du Gouvernement, un restaurant sera aménagé au rez-de-chaussée, le 1er étage sera conservé en son état actuel datant du Second Empire et sera disponible à la location ainsi qu’à l’organisation de conférences.

### Avancement du projet depuis 2000
En 2012, alors que le chantier des collections est déjà bien avancé et que la réserve externalisée est en cours de construction, la Ville de Nancy lance un concours international d’architecture pour le projet de rénovation et d’extension du palais des ducs de Lorraine – Musée lorrain. Le concours est remporté en 2013 par l’agence Dubois & Associés.

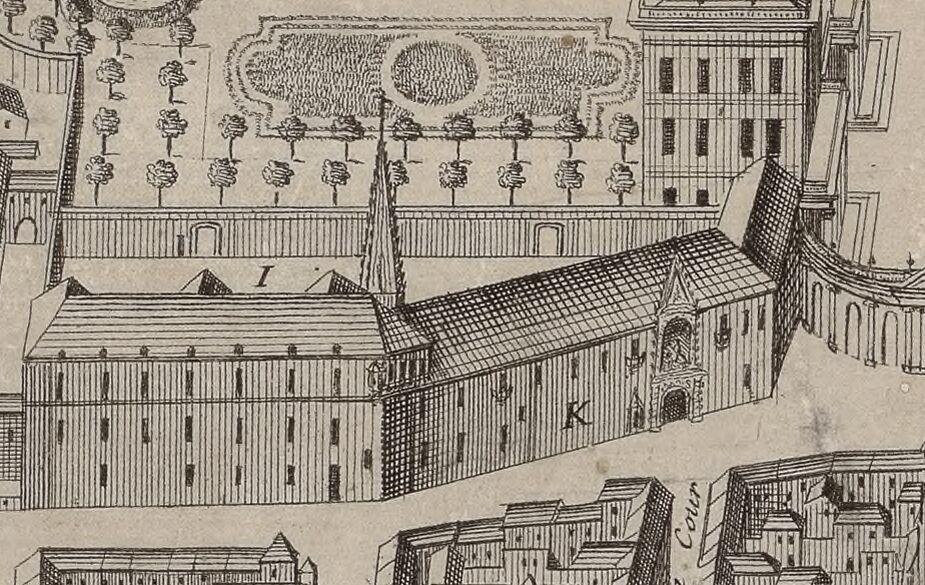
Détail du Plan général des deux villes de Nancy par Nicolas Belprey, 1754. Le « mur de Baligand » sépare les jardins du palais ducal de ceux du palais du Gouvernement.

La Commission nationale des monuments historiques rend un premier avis favorable au projet architectural en septembre 2014. Néanmoins, des sondages archéologiques menés par l’INRAP sur le mur qui sépare les jardins du palais ducal et ceux du palais du gouvernement confirment en 2015 l’importance patrimoniale de ce vestige. Surnommé « mur de Baligand », il a été édifié vers 1745 par l’ingénieur Jean-Jacques Baligand lorsqu’il réaménage le site, après l’abandon de la construction du « nouveau Louvre » du duc Léopold. Le Ministère de la Culture demande donc l’adaptation du projet afin d’y intégrer ce mur, dont on prévoyait la destruction.
La Ville de Nancy commande au maître d’œuvre un aménagement du projet tenant compte de ces nouvelles contraintes. Elle choisit d’associer la population locale dans le choix du projet final : en 2016, les Nancéiens sont amenés à se prononcer quant à la meilleure adaptation à retenir, parmi les deux proposées par le cabinet Dubois et Associés. La première option consiste à décaler l’implantation de l’aile nouvelle pour conserver le mur de séparation, et à détruire, comme prévu originellement, l’ensemble des bâtiments du fond de cour (Petite Écurie et bâtiment nord). La seconde consiste à maintenir le mur de clôture mais également le bâtiment de la Petite Écurie, dont certains éléments de la charpente datent du XVIIIe siècle. Un millier d’avis nominatifs sont recueillis lors de cette consultation publique, dont 55 % s’expriment en faveur de la seconde proposition.

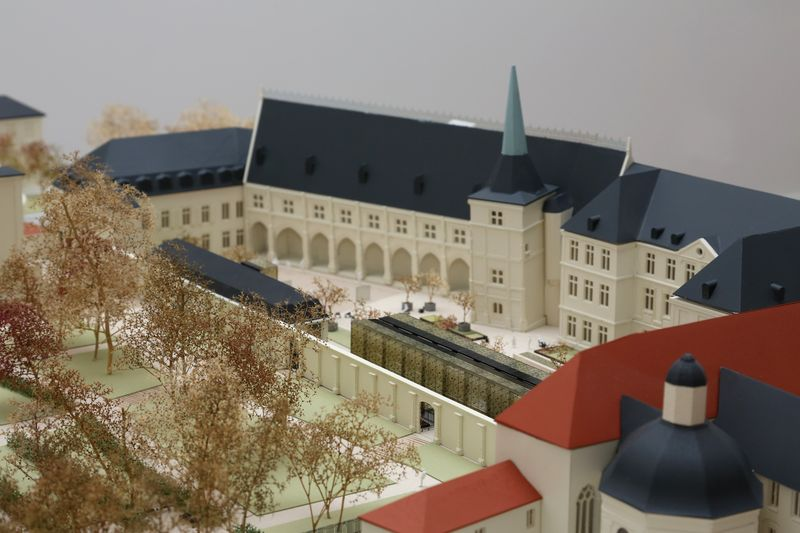
Proposition A lors de la consultation citoyenne de 2016.
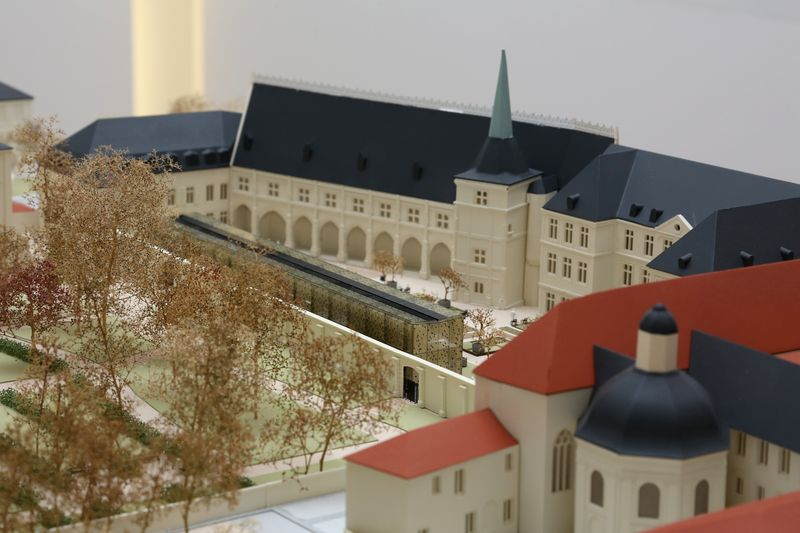
Proposition B lors de la consultation citoyenne de 2016.

La nouvelle version du projet choisie par les Nancéiens est présentée à la Commission nationale des monuments historiques, qui l’approuve à l’unanimité en octobre 2016.
À la suite de la signature d’une convention de co-financement entre la Ville, l’État, la Région et le Département, le conseil municipal lance un premier appel d’offres de travaux en 2018. Infructueux, il est suivi par deux autres en 2019 qui sont également déclarés sans suite, malgré la révision du projet avant le dernier appel d’offres.
Dans ce contexte, la Ville de Nancy demande à l’agence Dubois et Associés de réfléchir à une adaptation du projet ne modifiant pas le parcours scientifique et muséographique. Il s’agit notamment de réduire l’emprise de l’extension en sous-sol, ainsi que le volume du bâtiment dans le jardin. Un avant-projet définitif est remis en décembre 2020. Il conserve le parcours muséal, mais le bâtiment de verre est remplacé par un auvent et la salle de conférence prévue en sous-sol est supprimée (l’amphithéâtre du musée des Beaux-Arts permettant déjà l’organisation de conférences). L’accueil et la boutique du musée sont implantés dans le bâtiment de la Petite Écurie. Cet avant-projet définitif est validé par le conseil municipal en avril 2021.
Lors du comité de pilotage de la rénovation de décembre 2022, le budget travaux est revu à la hausse afin de tenir compte de l’inflation et de la flambée des prix de l’énergie. Enfin, l’appel d’offres de travaux pour le projet remodelé est lancé à l’été 2023, pour une remise des offres en octobre de la même année.

### Financements
Le projet de rénovation et d’extension du musée correspond actuellement au plus vaste projet de rénovation d’un musée en région en France. Il est financé conjointement par l’État, la Région Grand-Est, le Département Meurthe-et-Moselle et la Ville de Nancy. L’Union européenne contribue au financement de dispositifs numériques.
La convention de cofinancement 2017-2029 porte le coût prévisionnel du projet à 51,131 millions d’euros HT. La Ville de Nancy y contribue à hauteur de 23,275 millions d’euros, le Ministère de la Culture et la Région Grand-Est y contribuent chacun à hauteur de 11,748 millions d’euros, et le Conseil Départemental de Meurthe-et Moselle à hauteur de 4,36 millions d’euros. Enfin, la Métropole du Grand Nancy financera le réaménagement des espaces extérieurs à hauteur de 2,15 millions d'euros HT, dans le cadre d’une convention signée en juin 2019.

## Collections
Les 155 000 œuvres d'art et d'histoire des collections du palais des ducs de Lorraine – Musée lorrain couvrent l’histoire de la Lorraine depuis la Préhistoire jusqu’au XXe siècle. Outre leur typologie très variée, les œuvres ne font pas toutes l’objet du même régime de propriété. Dans leur majorité, elles sont propriété de la Société d'histoire de la Lorraine et du Musée lorrain. La Ville de Nancy est propriétaire d’une partie des œuvres. Enfin, certaines sont des dépôts réalisés par d’autres musées français.

### Aperçu des collections par époque

#### Préhistoire

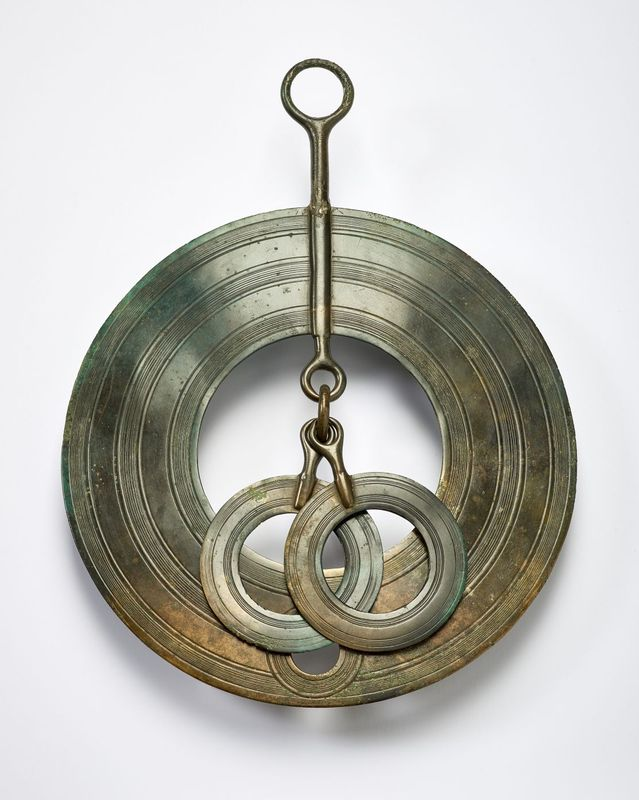
Tintinnabulum, Bronze final (1250 – 750 av. J.C.).

Le musée dispose d’une importante collection d’archéologie préhistorique, issue des nombreuses fouilles effectuées dans la région au cours des XIXe et XXe siècles. On y trouve des objets se rattachant au Paléolithique, au Néolithique, à l’Âge de bronze et à l’Âge de fer. Le tintinnabulum, parure d’attelage de la fin de l’Âge de bronze retrouvée aux alentours de Frouard, est l’une des pièces phares du musée.

#### Antiquité
Dans les collections antiques, certaines œuvres gallo-romaines témoignent de l’assimilation des divinités gauloises à celles de Rome : des stèles funéraires, une statue de Dionysos en bronze, un autel à Jupiter et Hercule Saxsetanus ou encore l’impressionnant Cavalier à l’Anguipède, groupe sculpté représentant vraisemblablement Jupiter à cheval. Par ailleurs, les collections renferment des objets rattachés au quotidien tels qu’une poupée sculptée en ivoire, une borne milliaire ou un pan de mosaïque d’une villa gallo-romaine, surnommée la Mosaïque au dauphin en raison de son motif. Une large collection numismatique lorraine est également conservée par le musée.

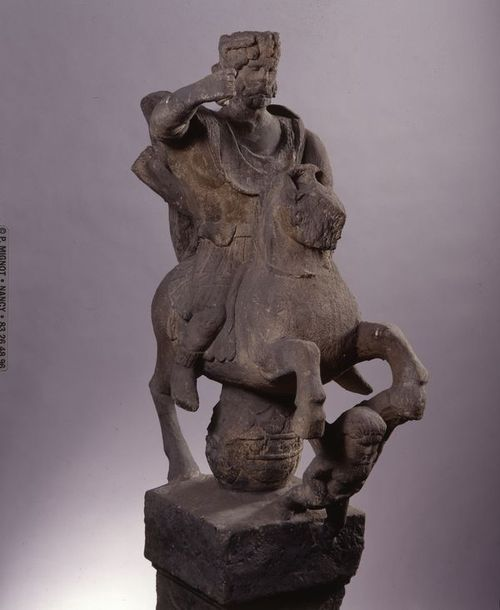
Cavalier à l'Anguipède, groupe sculpté en calcaire, ronde bosse, 2e moitié du IIe siècle – Ire moitié du IIIe siècle.
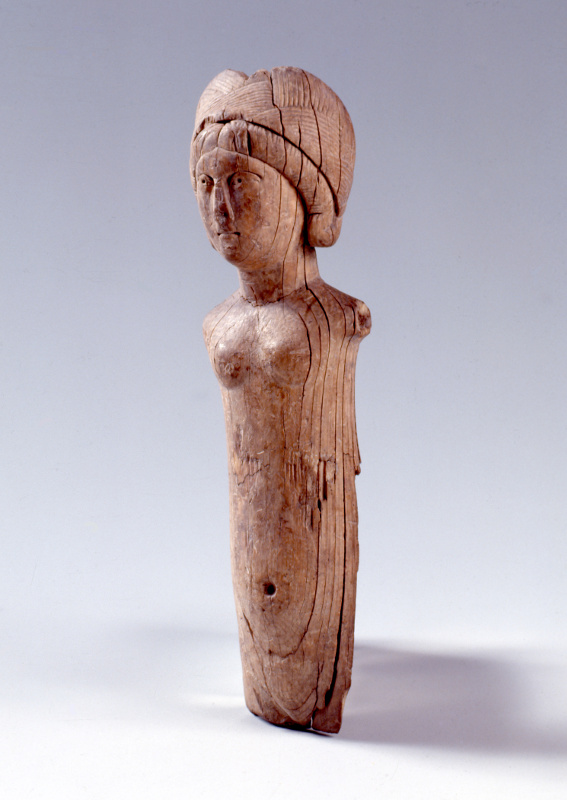
Poupée gallo-romaine en ivoire taillé et incisé, IVe siècle.

#### Moyen Âge
Les collections médiévales du musée comprennent aussi bien des sculptures, parmi lesquelles de nombreux gisants, des éléments d’orfèvrerie, des objets militaires, ou encore des éléments d’architecture tels que des vitraux ou un portail roman. Le Retour du Croisé, sculpture romane du XIIe siècle, est actuellement visible dans l’église des Cordeliers.

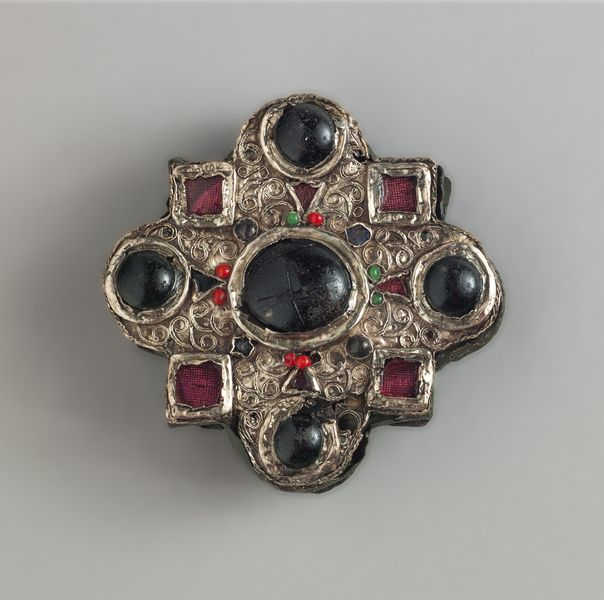
Fibule à cabochons, époque mérovingienne, VIIe siècle.
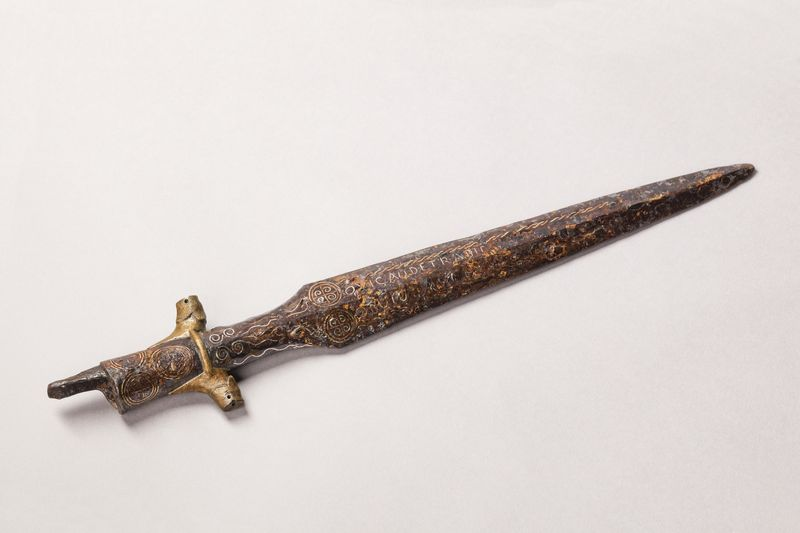
Lance d'apparat de Cutry, début du Ve siècle.
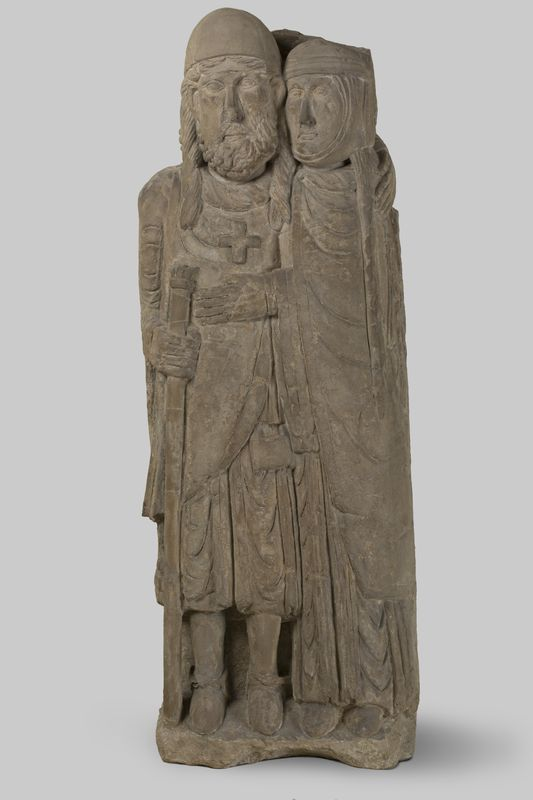
Le Retour du Croisé, fin XIIe siècle.

#### Époque moderne

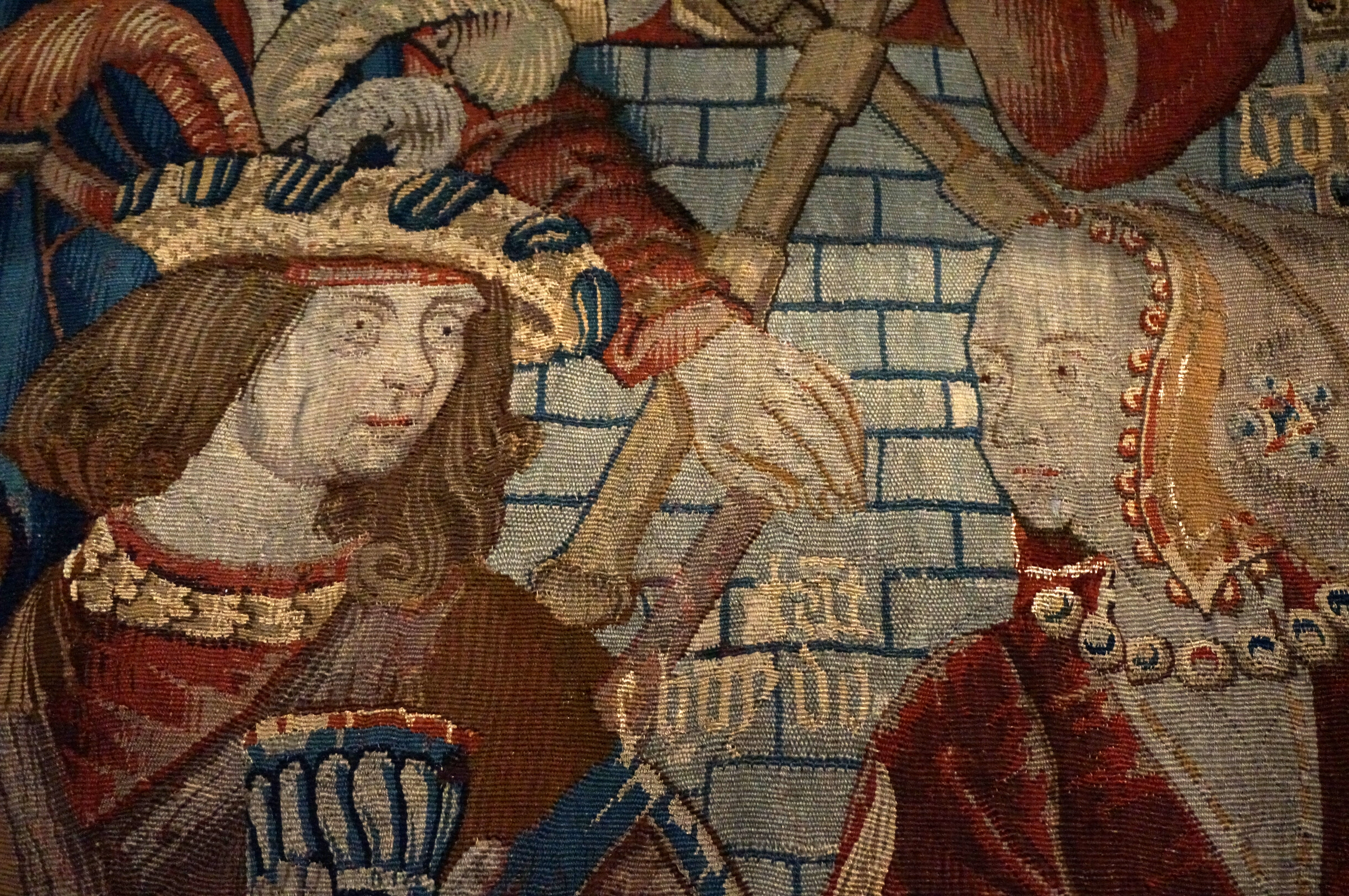
Détail de La Condamnation du Banquet, inspirée de l'œuvre éponyme de Nicole de La Chesnaye, XVIe siècle.

De nombreuses œuvres des collections du XVe au XVIIIe siècles se rapportent à la vie des ducs de Lorraine : portraits ducaux, l’impressionnante tenture de la Condamnation du Banquet (cinq pièces de tapisserie de Tournai), ou encore le lit du duc Antoine et de la duchesse Renée de Bourbon. Le manuscrit de la Nancéide de Pierre de Blarru, enrichi de riches miniatures, raconte la victoire de René II sur son rival Charles Le Téméraire lors de la bataille de Nancy en 1477.
Les artistes lorrains de cette période sont également à l’honneur : font partie des collections plusieurs œuvres de Georges de La Tour, de son atelier, ou correspondant à des copies anciennes du maître. L’École lorraine représentée au musée inclut de très nombreuses gravures de Jacques Callot, et des œuvres de Claude Déruet, Claude de La Ruelle ou encore Jacques Bellange.

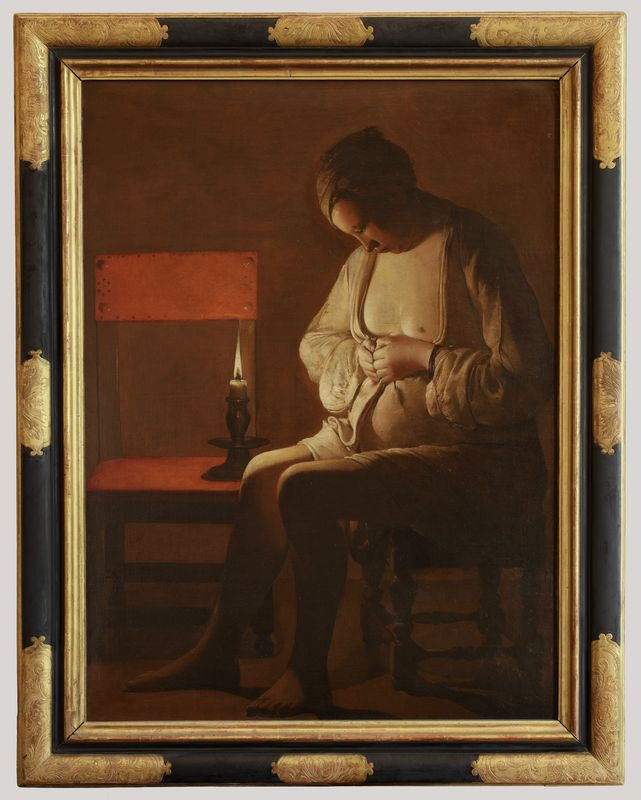
Georges de la Tour, La Femme à la Puce, vers 1632.
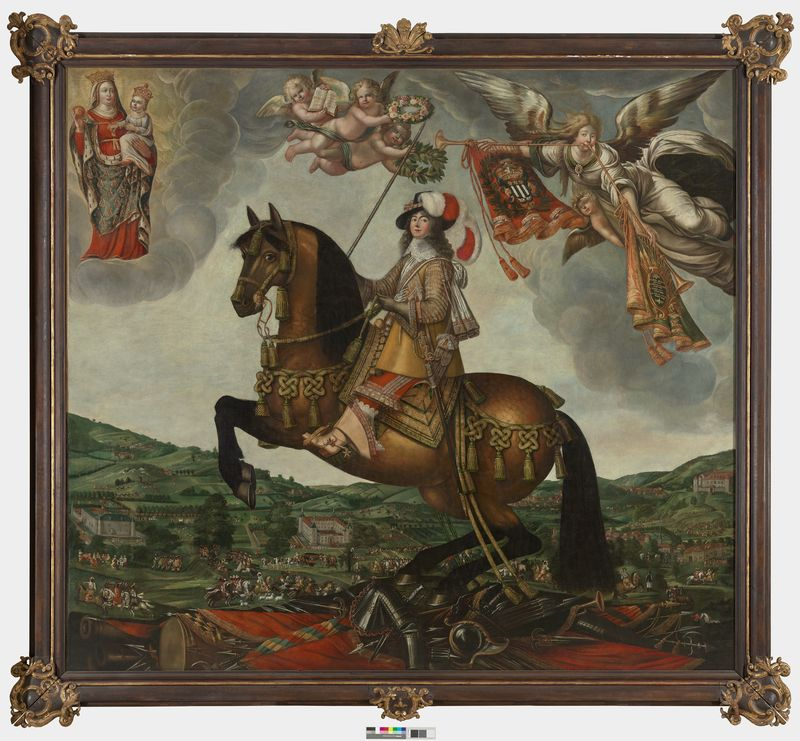
Claude Déruet, Portrait équestre de Madame de Saint-Baslemont, 1646.
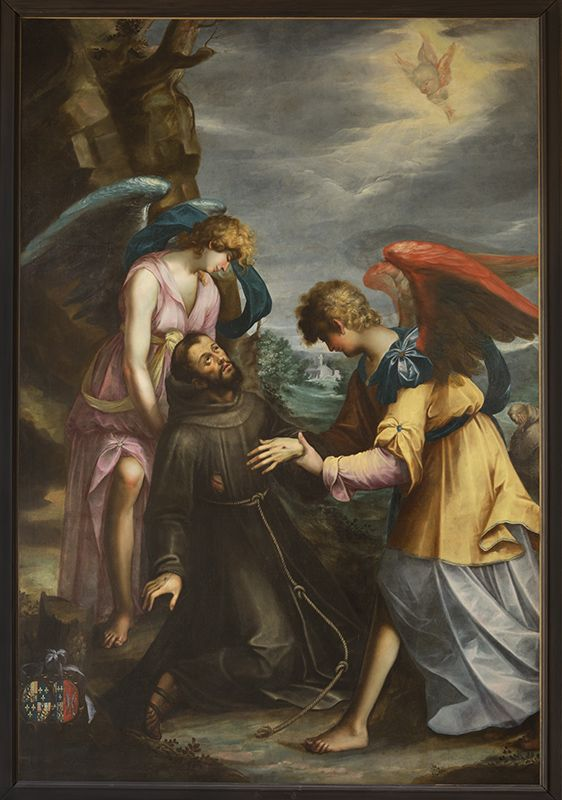
Jacques Bellange, Le ravissement de Saint François, vers 1600.

De plus, le musée abrite les réalisations de célèbres sculpteurs lorrains : Ligier Richer, Jacob Sigisbert, Lambert Sigisbert et Nicolas Sébastien Adam, Clodion, Barthélémy Guibal, Paul Louis Cyfflé, Jean Lamour… Un large ensemble de sculptures en bois de Sainte Lucie témoignent de cette production raffinée des XVIIe et XVIIIe siècles, spécifiquement lorraine. Le musée dispose également d’un important ensemble de pots à pharmacie en faïence de la manufacture de Niderviller, et d’une riche collection d’instruments scientifiques des XVIIe et XVIIIe siècles>.

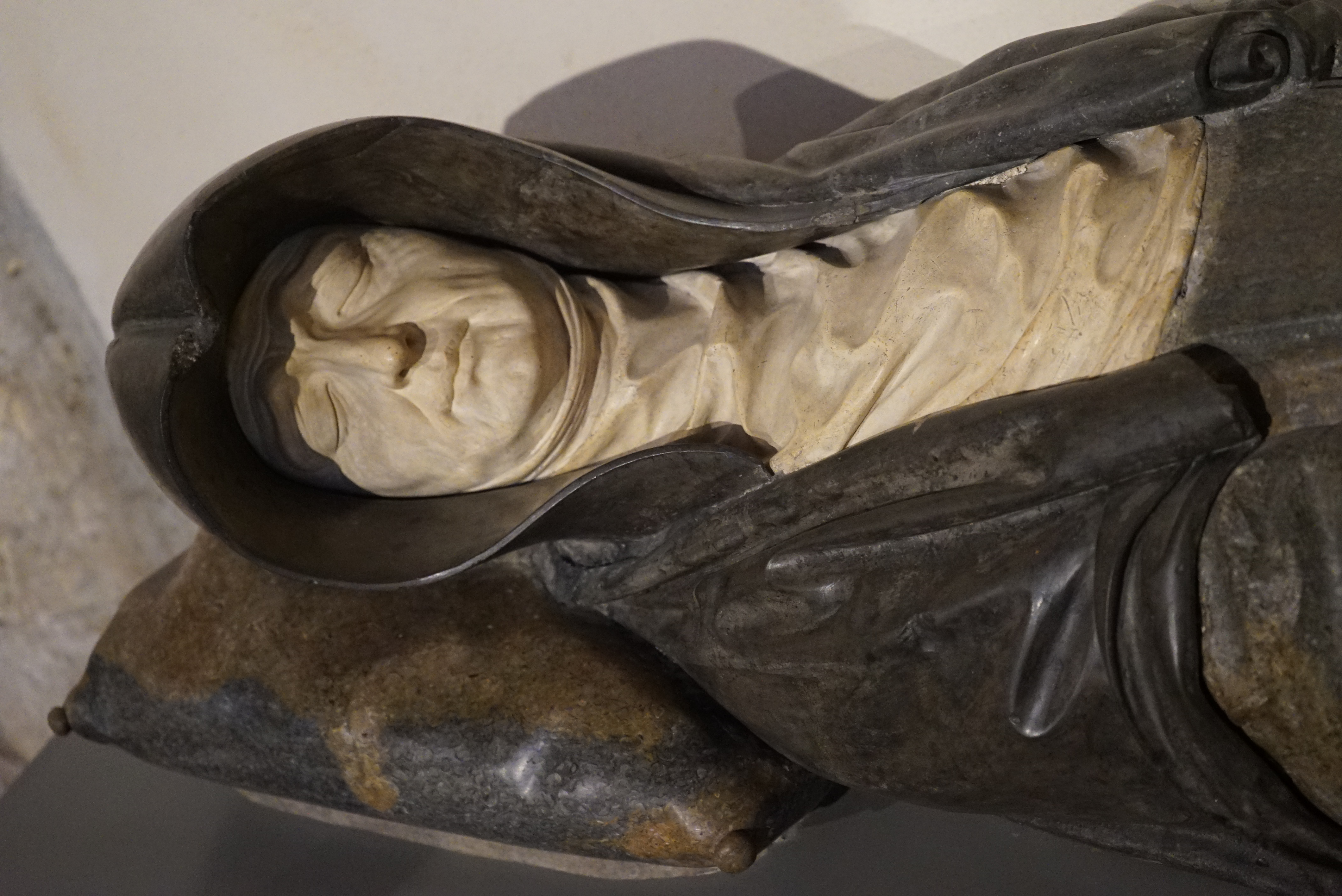
Détail du gisant de Philippe de Gueldre par Ligier Richer, 1548, Musée lorrain.
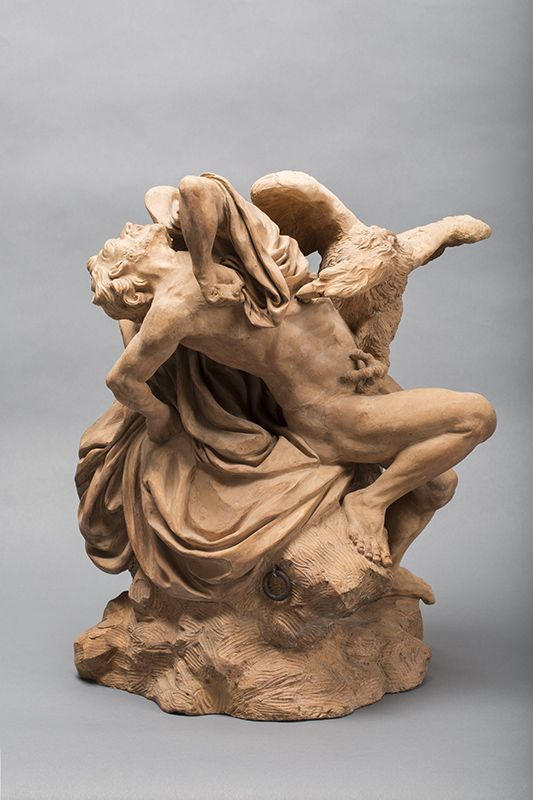
Nicolas Sébastien Adam, Prométhée déchiré par un aigle, vers 1738.
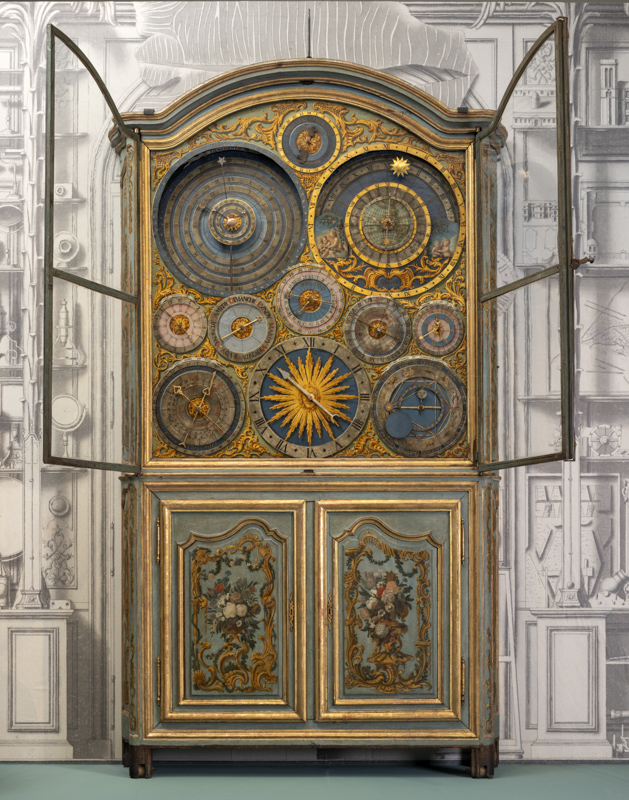
Bernard Joyeux, Horloge astronomique, milieu du XVIIIe siècle.

#### Époque contemporaine (XIXe–XXesiècles)
Les typologies des collections contemporaines sont particulièrement variées. Le musée conserve un important fonds photographique constitué de 6000 plaques de verre et de 4 000 supports souples datés du XIXe siècle aux années 1950, lesquels fournissent un témoignage sur Nancy et les villages alentour, ainsi que sur l’histoire du musée. Par ailleurs, une vaste collection de judaïca (pour certaines du XVIIIe siècle) témoigne de la vie religieuse des Juifs de Lorraine. Les objets militaires relatifs aux guerres du XIXe siècle ainsi qu’à la Première Guerre mondiale sont présents en grand nombre dans les réserves du musée. L’École de Nancy est également bien représentée dans les collections. En témoignent des objets en verre et céramique, du mobilier, des toiles. Une riche collection d’arts graphiques, comprenant notamment les fonds des Magasins Réunis, illustre les liens étroits entre l'industrie naissante de la mode et le rayonnement artistique de l’École de Nancy au début du XXe siècle. Enfin, la collection d’arts et traditions populaires est, elle aussi, issue dans sa majorité de l’époque contemporaine. Cet ensemble d’objets anthropologiques et ethnographiques permet d’appréhender les modes de vie traditionnels de la région lorraine, notamment concernant le travail dans les campagnes, l’habitat et la vie quotidienne.

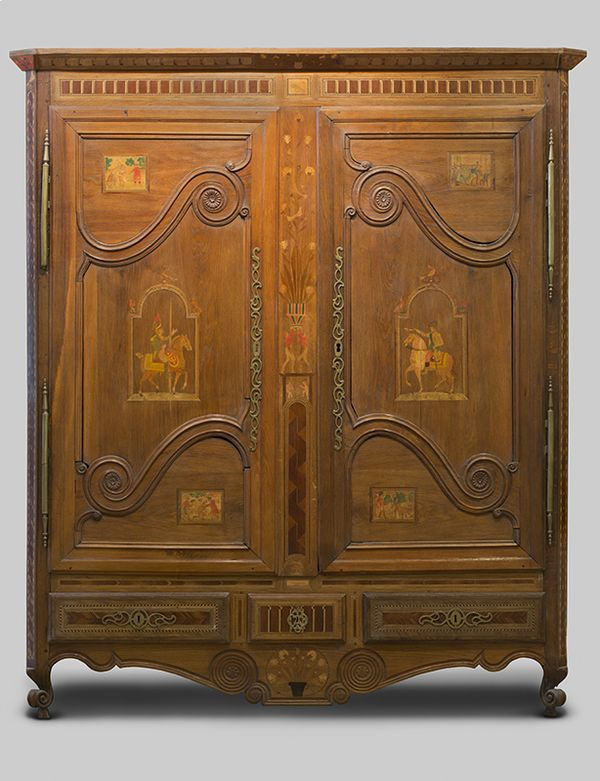
Armoire dite « aux deux empereurs », vers 1814-1815.
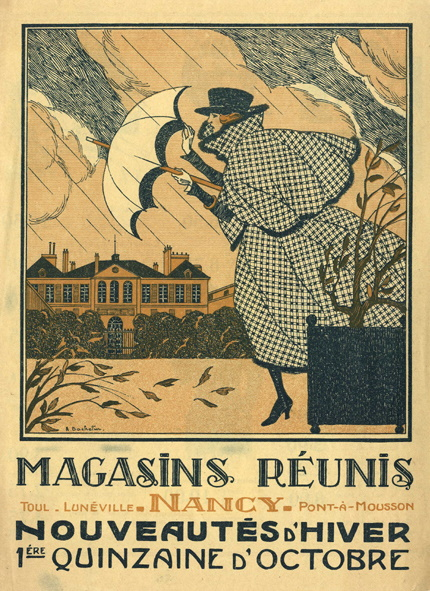
Affiche provenant des fonds des Magasins Réunis de Nancy, par Auguste Bachelin.
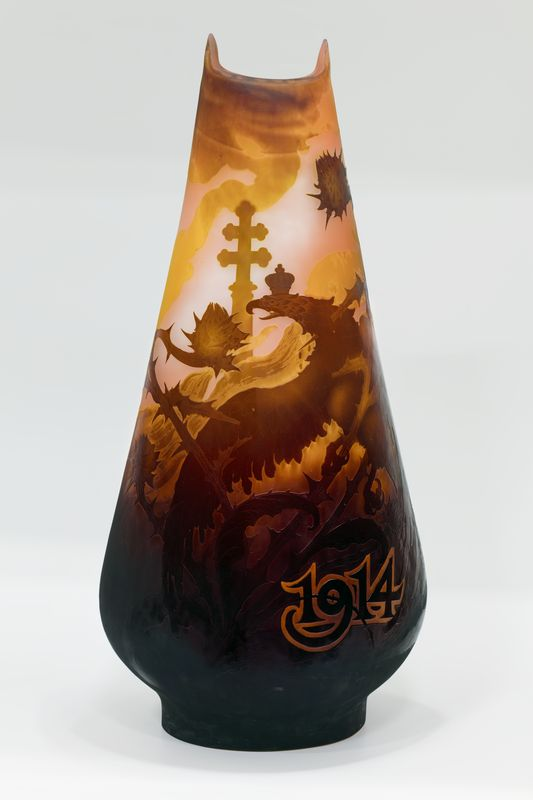
Vase de guerre des Établissements Gallé, 1914.

### Histoire des acquisitions

#### Donations notables
- 1874 ― Donation de Claude Théodore Bergé : collection de monnaies lorraines[51].
- 1910 ― Donation de Jules et Louis Beaupré : collection de pièces archéologiques[124]
- 1921 ― Donation par les époux Renauld de la collection de Jean-Baptiste Thiéry-Solet, dont ils héritent : 336 cuivres originaux de Jacques Callot, miniatures et terres cuites[74].
- 1928 ― Legs Louis Edme-Gaucher : nombreux objets se rapportant à la céramique, la sculpture, la numismatique, la préhistoire, les arts populaires ; bibliothèque[125].

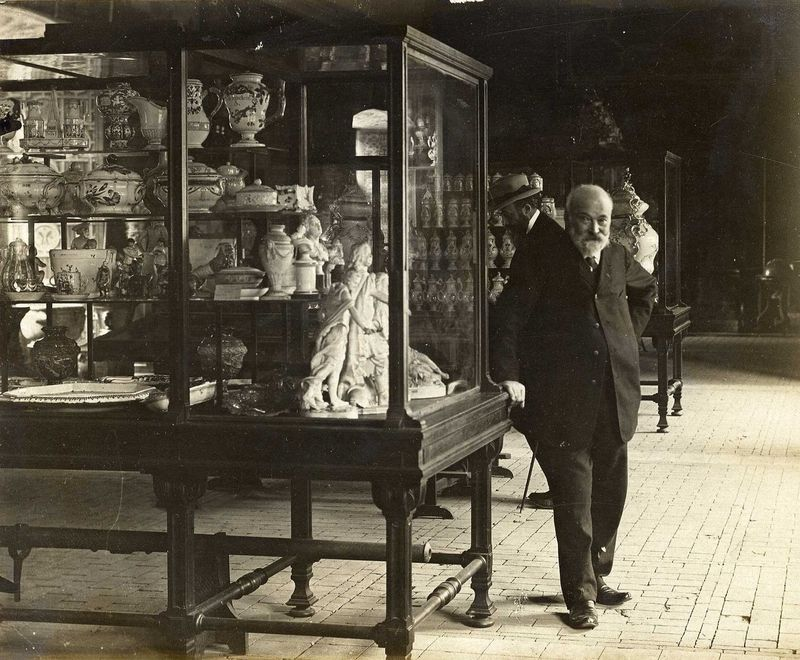
Lucien Wiener et son fils René en arrière-plan.

- 1939 ― Legs Lucien et René Wiener d’une collection constituée sur deux générations : ensemble d’estampes d’artistes lorrains depuis le XVIe siècle, importante collection d’objets de culte juif, ferronneries, bois de Sainte Lucie, cires habillées, reliures Art nouveau[74].
- 1944 ― Donation de Pierre Virely : ensemble d’objets personnels, de manuscrits et d’éditions originales du dramaturge Guilbert de Pixerécourt, créateur du genre du mélodrame également surnommé le « Corneille des boulevards »[74].
- 1947 ― Legs de la collection d’Édouard Meaume par Paul Chenut, qu’il a lui-même considérablement enrichie : portion conséquente de l’œuvre du graveur messin Sébastien Leclerc (XVIIe siècle)[126],[127].
- 1950 ‒ 1955 ― Dons de M. et Mme Eugène Corbin : sculptures, meubles, gravures et peintures[127].
- 1955 ― Don par Mme Prouvé de tous les papiers de Victor Prouvé, témoignage de l’École de Nancy[128].
- 1955 ― Donation de Georges Goury : au total, 100 000 à 120 000 outils en pierre taillée ou polie accompagnés d’une bibliothèque importante[129].
- Années 1960 ― Donations d’Henri Marcus de son vivant, puis par l’intermédiaire de son épouse : militaria (en particulier de la période napoléonienne), peintures, sculptures médiévales, riche série de céramiques, montres, verres, importante bibliothèque d’art et d’histoire[130].
- 1965 ― Legs de René Cadet : plus de deux cents sculptures sur bois des XVe, XVIe et XVIIe siècles[77].
- 2010 ― Donation de la collection de Xavier Martin par ses héritiers : plus de 350 objets évoquant la vie artisanale dans les Vosges du XVIIIe au XXe siècles[131].
- 2018 ― Legs d'Henri Bergé : 36 planches aquarellées issues de l'Encyclopédie florale, réalisées pour servir de modèle aux œuvres de la verrerie Daum et s’inscrivant dans le vocabulaire décoratif de l’École de Nancy[132].

#### Achats notables
- 1872 : Parure d’attelage ou tintinnabulum, fin de l’Âge de bronze (1250 – 750 av. J.C.), trouvée aux environs de Frouard[111]
- 1897 : Groupe sculpté du Cavalier à l’Anguipède, calcaire de l’époque gallo-romaine (IIe – IIIe siècles)[114].
- 1938 : La découverte du corps de Saint Alexis, atelier de Georges de La Tour[74].
- 1952 : Portrait équestre de Madame de Saint-Baslemont, toile de Claude Déruet (1646)[133].
- 1952 : Prométhée déchiré par un aigle, terre cuite de Nicolas Sébastien Adam (vers 1738)[134].
- 1955 : La Femme à la Puce, toile de Georges de La Tour[135].
- 1961 : Réduction en bronze de la statue de Louis XV par Barthélémy Guibal et Paul Louis Cyfflé[74],[136].
- 1992 : Saint Jérôme lisant, toile de l’atelier de Georges de La Tour[137].
- 2005 : Buffet attribué à l’atelier des Aubriot d’Ormes[138].
- 2009 : Le trésor de Pouilly, trente-deux pièces d’orfèvrerie en argent des XVe et XVIe siècles, ensemble classé trésor national ― acquisition par la Ville[139].
- 2014 : Vase de guerre des établissements Gallé (1914) ― acquisition par la Société d’Histoire de la Lorraine et du Musée lorrain[140].
- 2017 : Épée de grand écuyer du duc de Lorraine (1729), classée trésor national ― acquisition par la Ville[141].
- 2018 : Lance d’apparat de Cutry ― acquisition par la Ville[142].

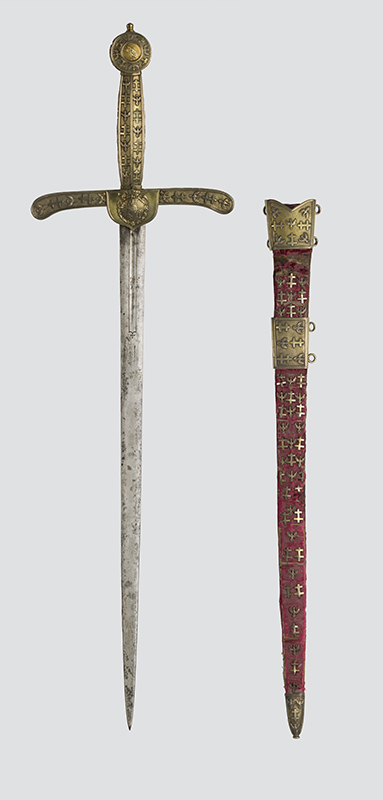
Simon Gallien, Epée de grand écuyer ayant appartenu à Marc de Beauveau-Craon, 1729.
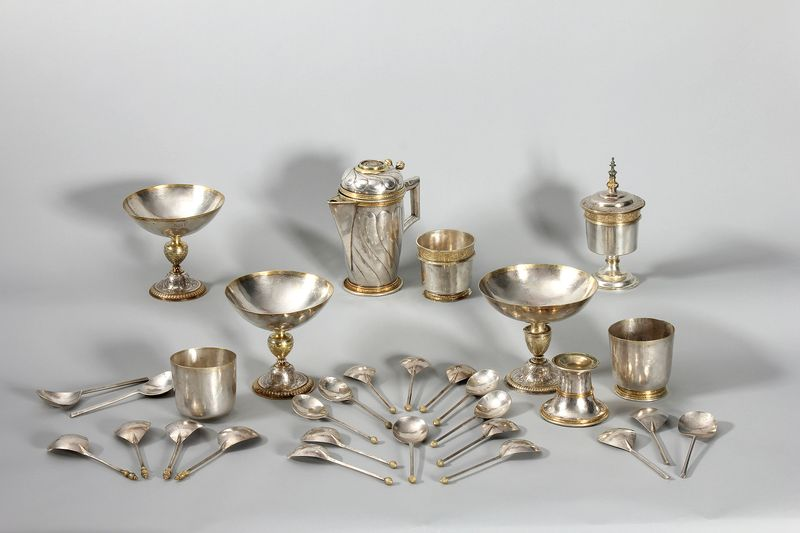
Trésor de Pouilly, XVe – XVIe siècles.

## Vie des collections

### Avant la fermeture en 2018: Expositions
En 1992, une grande exposition intitulée Jacques Callot. 1592-1635 célèbre le quatrième centenaire de la naissance de Jacques Callot. Les œuvres prêtées au musée sont prestigieuses et lui permettent d’acquérir une reconnaissance internationale, renforcée par l’édition de l’imposant catalogue par la Réunion des musées nationaux.
Depuis 1998 et l’exposition célébrant les 150 ans de la Société d’Histoire de la Lorraine et du Musée Lorrain, la vie du musée a été rythmée par les expositions, à raison d’une voire deux par an.
Quatre de ces expositions ont reçu le label « Exposition d’intérêt national » du Ministère de la Culture, qui vise à mettre en valeur et soutenir des expositions remarquables organisées par les musées de France dans les différentes régions :
- En 2004-2005, le musée présente l’exposition Stanislas, Un roi de Pologne en Lorraine en partenariat avec le château royal de Varsovie. Y sont mis en lumière la vie et le destin de Stanislas Leszczynski, ancien roi de Pologne et dernier duc de Lorraine[147].
- En 2009, l'exposition Les Juifs et la Lorraine, un millénaire d’histoire partagée présente la longue histoire du judaïsme lorrain et l’important patrimoine culturel des communautés juives de la région[148].
- En 2013 est présentée l’exposition Un nouveau monde, Naissance de la Lorraine moderne, qui dresse les contours de la Lorraine de la Renaissance à travers le regard de femmes et d’hommes du XVIe siècle, entre chefs-d’œuvre et objets du quotidien[149].
- Enfin, le musée organise en 2016 l’exposition La Lorraine pour horizon, La France et les duchés de René II à Stanislas. Celle-ci retrace l’histoire tumultueuse des relations entre la Lorraine et la France, de l’indépendance des duchés lorrains, réaffirmée à la fin du XVe siècle, à leur réunion au royaume de France en 1766[150]. Les notices des principales œuvres présentées sont consultables librement sur le site du palais des ducs de Lorraine – Musée lorrain[151].

Les trois expositions de 2009, 2013 et 2016 sont des expositions de préfiguration du futur musée rénové.

### Vie des collections durant les travaux
En novembre 2019 s’est achevé le transfert de l’ensemble des œuvres présentes sur le site du palais ducal vers la réserve externalisée. Par ailleurs, depuis la fermeture du palais ducal en 2018, l’église des Cordeliers peut être visitée librement et présente un nouvel accrochage illustrant l’histoire des duchés de Lorraine et de Bar : Nancy, capitale des ducs de Lorraine. Le catalogue numérique de cet accrochage, qui recense l’ensemble des œuvres présentées, a d’ailleurs été publié sur le site du musée.
Depuis septembre 2018, vingt-trois chefs-d’œuvre du musée sont exposés au musée des Beaux-Arts, afin que le public puisse conserver le lien avec les collections durant la période de rénovation. Les œuvres prêtées dialoguent avec celles du musée des Beaux-Arts. On retrouve par exemple Les Lamentations sur le Christ mort de Jacques Bellange, le Portrait équestre de Madame de Saint-Baslemont de Claude Déruet, La Femme à la puce de Georges de La Tour ou bien encore le Modèle de la statue de Louis XV par Guibal et Cyfflé. De même, au château de Lunéville, une trentaine d’œuvres évoquant les derniers ducs de Lorraine sont présentées dans le parcours permanent. Certaines œuvres du musée sont également prêtées pour une longue durée comme le lit du duc Antoine de Lorraine et de la duchesse Renée de Bourbon au musée national de la Renaissance à Écouen ou la Découverte du corps de Saint Alexis de Georges de La Tour au musée Georges de La Tour de Vic-sur-Seille.
En outre, le musée a engagé avec le Comité d’Histoire régionale depuis 2015 l’opération « Le musée sort de son palais ». Celle-ci consiste à présenter une œuvre issue des collections du musée sur son lieu de production ou de collecte, à l’occasion d’un conférence en partenariat avec des sociétés ou associations patrimoniales locales, le temps d’une journée. Une quinzaine de communes ont déjà bénéficié de cette action.
Après la fermeture au public du palais ducal en 2018, de nombreuses expositions hors les murs ont été programmées par le palais des ducs de Lorraine – Musée lorrain pendant la durée de son vaste chantier de rénovation et d’extension :
- Georges de La Tour et l’énigme de la Femme à la puce, musée des Beaux-Arts de Nancy (mars – septembre 2018) : exposition-dossier inaugurant la présentation des chefs-d’œuvre du Musée lorrain au musée des Beaux-Arts[158].
- D’or et de gloire, château de Lunéville (juin 2018 – décembre 2019) : accrochage dans le cadre de l’exposition Les Belles Heures du Château de Lunéville[159].
- Charmants biscuits. Bergers, rois et déesses au temps de Stanislas, musée de la Céramique et de l’Ivoire, Commercy (avril 2018 – octobre 2019) : exposition d’un ensemble de figures et groupes en biscuit lorrain des XVIIIe et XIXe siècles appartenant aux collections du musée[160].
- Les Adam. La sculpture en héritage, musée des Beaux-Arts de Nancy (septembre 2021 – janvier 2022) : exposition rétrospective organisée avec la collaboration exceptionnelle du musée du Louvre sur la famille Adam, plus grande dynastie de sculpteurs français du XVIIIe siècle. Elle a reçu le label « Exposition d’intérêt national »[161].
- 1909, l’Alsace à Nancy. L’invention du folklore, musée Alsacien, Strasbourg (novembre 2021 – mai 2022)[162].
- L'Éclat du blanc, Biscuits de porcelaine lorrains du XVIIIe siècle, musée du Pays de Sarrebourg (mai 2023 – janvier 2024) : dialogue entre des statuettes du palais des ducs de Lorraine – Musée lorrain et des biscuits de porcelaine de la manufacture de Niderviller conservés dans les collections du musée du Pays de Sarrebourg[163].
- D’or, d’art et de science, musée des Beaux-Arts de Nancy (octobre 2023 – février 2024) : exposition consacrée à l’architecture et à la fonction de la place Stanislas au milieu du XVIIIe siècle, proposée dans le cadre du 40e anniversaire de l’inscription des places Stanislas, de la Carrière et d’Alliance sur la liste du Patrimoine Mondial de l’UNESCO[164].

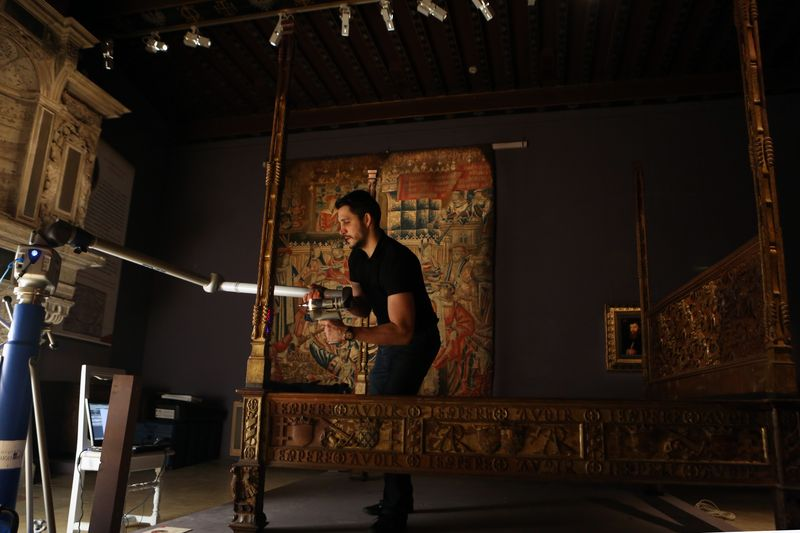
Campagne de numérisation des œuvres au musée, 2016.

Par ailleurs, la vie des collections continue grâce au numérique. Le musée a notamment lancé un ambitieux projet de numérisation des collections, dont certaines pièces peuvent désormais être observées en ligne, en haute définition et 3D. De plus, durant l’été et ce depuis 2023, le jardin du palais ducal est ouvert et des visites y sont réalisées avec les équipes du musée pour présenter l’ensemble architectural et le projet de rénovation en cours.

## Responsables du musée et de la conservation

### Historique des conservateurs depuis 1850
| Identité                                                                          | Début | Fin      |
| --------------------------------------------------------------------------------- | ----- | -------- |
| Charles Cournault                                                                 | 1861  | 1890     |
| Lucien Wiener (conservateur adjoint jusqu'en 1875, puis conservateur en titre)    | 1869  | 1908     |
| Après 1908 : création de 4 puis 5 sections                                        |       |          |
| Jules Beaupré (archéologie)                                                       | 1908  | 1921     |
| René Martz (numismatique)                                                         | 1908  | 1921     |
| Georges Demeufve (mobilier et objets d'art)                                       | 1908  | 1934     |
| Georges Goury (estampes, livres et sceaux)                                        | 1908  | 1921     |
| Charles Sadoul (arts et traditions populaires)                                    | 1910  | 1930     |
| Après 1921 : une nouvelle répartition                                             |       |          |
| Georges Goury (archéologie préhistorique, gallo-romaine et franque)               | 1921  | 1937     |
| Pierre Marot (salle historique, mobilier et objets d'art)                         | 1934  | 1952     |
| Eugène Georges (collections militaires)                                           |       |          |
| Paul Chenut (dessins et estampes)                                                 |       |          |
| Paul Laprévote (numismatique)                                                     | 1921  | 1940     |
| Albert France-Lanord                                                              | 1937  | 1992     |
| Abbé Jacques Choux                                                                | 1952  | 1984     |
| Francine Roze (conservatrice adjointe jusqu'en 1984, puis conservatrice en titre) | 1979  | 1996     |
| Claire Aptel                                                                      | 1986  | 1993     |
| Remaniement en 1996                                                               |       |          |
| Martine Mathias                                                                   | 1996  | 2005     |
| Francine Roze (conservatrice en chef)                                             | 1996  | 2015     |
| Thierry Dechezleprêtre (archéologie)                                              | 1997  | 2008     |
| Éric Moinet (directeur, XVe – XVIIIe siècles)                                     | 2005  | 2009     |
| Lisa Laborie-Barrière (période contemporaine)                                     | 2010  | 2015     |
| Richard Dagorne (directeur depuis 2015, Préhistoire – Moyen Âge)                  | 2011  | en cours |
| Sophie Mouton (période contemporaine)                                             | 2014  | 2018     |
| Pierre-Hippolyte Pénet (XVe – XVIIIe siècles)                                     | 2015  | 2024     |
| Kenza-Marie Safraoui (période contemporaine)                                      | 2018  | en cours |

### Organigramme actuel (2024)
En 2024, les équipes du palais des ducs de Lorraine – Musée lorrain sont composées comme suit :
- Direction :
  - Richard Dagorne (depuis 2015).
- Service conservation :
  - Chargé des collections archéologiques et anciennes (Préhistoire–Moyen Âge) : Richard Dagorne, conservateur en chef du patrimoine ;
  - Chargé des collections XVe – XVIIIe siècles : poste vacant ;
  - Chargée des collections contemporaines (XIXe – XXe siècles) : Kenza-Marie Safraoui, conservatrice du patrimoine.

- Service documentation :
  - Responsable du service : Bénédicte Pasques ;
  - Documentaliste chargée de la bibliothèque et de la photothèque : Lorraine Menguy-Daval ;
  - Documentaliste chargé des collections d’arts graphiques et de recherches : Benoît Denet ;
  - Assistante de documentation : Claire Tiné.

- Secteur des collections (régie des œuvres) :
  - Responsable du secteur : Frédérique Gaujacq ;
  - Régisseuse des collections : Caroline Lenoir ;
  - Techniciens de régie : Vladimir Érard, Anaïs Prioux, Léa Bailly-Maître.

- Technique et sécurité :
  - Responsable de la sécurité et des agents d’accueil et de surveillance : Jean Colin ;
  - Chargés de la sécurité du site : Fabien Beaudier et Xavier Lamontagne ;
  - Agents d’accueil et de surveillance : Angélique Schmelter et Jean-Marie Wegerich ;

Ainsi que l’ensemble des agents de Nancy-Musées travaillant pour les trois musées de la Ville de Nancy.

## Expositions (2004-2018)
- Stanislas, un roi de Pologne en Lorraine (17 décembre 2004 - 21 mars 2005).
- Saint Nicolas, entre histoire et légende (6 décembre 2005 - 6 mars 2006).
- 100 000 ans sous les rails, archéologie de la ligne LGV Est-européenne (21 décembre 2006 - 19 mars 2007).
- Transparences, histoire du verre et du cristal en Lorraine (6 octobre 2007 - 20 janvier 2008).
- Victor Prouvé, l'Art Nouveau mis en images (17 mai - 21 septembre 2008)[167].
- Les Juifs et la Lorraine, un millénaire d’histoire partagée (9 juin - 20 septembre 2009), reconnue d'intérêt national par le Ministère de la Culture et de la Communication.
- De l'arbre à l'armoire, l’âge d’or du mobilier lorrain (27 novembre 2010 - 27 mars 2011).
- Un exceptionnel ensemble d’orfèvrerie renaissance : Le trésor de Pouilly-sur-Meuse (17 décembre 2011 – 11 mars 2012).
- Jean Prouvé à Nancy : construire des jours meilleurs (30 juin 2012– 15 novembre 2012).
- Un nouveau monde, naissance de la Lorraine moderne (3 mai – 4 août 2013), reconnue d'intérêt national par le Ministère de la Culture et de la Communication ; cette exposition a été organisée dans le cadre des festivités « Nancy 2013 - L'effet Renaissance ».
- Été 1914 - Nancy et la Lorraine dans la guerre (15 février - 21 septembre 2014), exposition labellisée « Centenaire »[168].
- La Lorraine pour horizon. La France et les duchés de René II à Stanislas (18 juin - 31 décembre 2016). Reconnue d'intérêt national par le Ministère de la Culture, cette exposition a été organisée dans le cadre des festivités organisées à l'occasion du 250e anniversaire de la réunion de la Lorraine à la France.
- A la gloire du duc ! L'épée de grand écuyer de Lorraine, emblème de souveraineté (30 juin - 6 octobre 2017). Exposition-dossier présentant ce trésor national récemment acquis, seul objet de pouvoir de la Lorraine ducale subsistant connu à ce jour.
- Lorrains sans frontières. C'est notre histoire ! (7 octobre 2017 - 2 avril 2018). Organisée en partenariat avec le musée de l’Histoire de l’Immigration et l’Université de Lorraine, cette exposition explorait les grands mouvements migratoires ayant eu lieu en Lorraine depuis le début du XIXe siècle.